# Iglesia ortodoxa rumana
La Iglesia ortodoxa rumana (en rumano: Biserica Ortodoxă Română) es una de las iglesias autocéfalas de la comunión ortodoxa. Pertenecen a ella la mayoría de los rumanos (el 85,9% de la población de Rumanía de acuerdo con el censo de 2011). Por el número de sus fieles (20 millones entre Rumanía, Moldavia y la diáspora), es la segunda de las Iglesias ortodoxas autocéfalas, solo por detrás de la Iglesia ortodoxa rusa.
Es la única Iglesia ortodoxa del este que emplea una lengua romance, sin embargo está en plena comunión con las otras Iglesias ortodoxas y entre estas ocupa el séptimo lugar en el orden de precedencia. El primado de la iglesia tiene el título de patriarca. Su jurisdicción abarca todo el territorio de Rumanía, con las diócesis de los rumanos que viven en las cercanías de Moldavia, Serbia y Hungría, así como las comunidades de la diáspora en Europa Central y Occidental, América del Norte y Oceanía.
La Iglesia ortodoxa rumana está organizada como patriarcado, con el título de Patriarcado rumano. Este término se refiere a la organización administrativa de la Iglesia, encabezada por el patriarca, y a los órganos y procedimientos relacionados; si bien no se considera un sinónimo de la Iglesia ortodoxa rumana como institución.
Los fieles de la Iglesia ortodoxa rumana a menudo se refieren a ella como Dreapta credinţă ("creencia correcta, auténtica", nombre similar al griego Ορθος δοξος, "creencia correcta, recta"). Los creyentes ortodoxos son conocidos en ocasiones como dreptcredincioşi o dreptmăritori creştini.

## Historia

### Las primeras muestras del cristianismo
Se cree que el cristianismo llegó a la región de manos de San Andrés, uno de los doce apóstoles, quien llevó a cabo una evangelización en los territorios de Rumanía, Ucrania y la costa oriental del mar Negro. Posiblemente asentó su residencia en Tomis durante un largo período, motivo por el cual la ciudad rumana pasó a ser considerada sede episcopal, como lo demuestran los numerosos documentos que hablan de la antigua ciudad. Por este motivo, san Andrés es el patrón de Rumanía (entre otros países), celebrándose su festividad el día 30 de noviembre, día en que fue martirizado y muerto por los romanos. Así y todo, no se conoce con certeza si las tribus dacias se convirtieron al cristianismo o si conservaron sus creencias romanas o dacias.

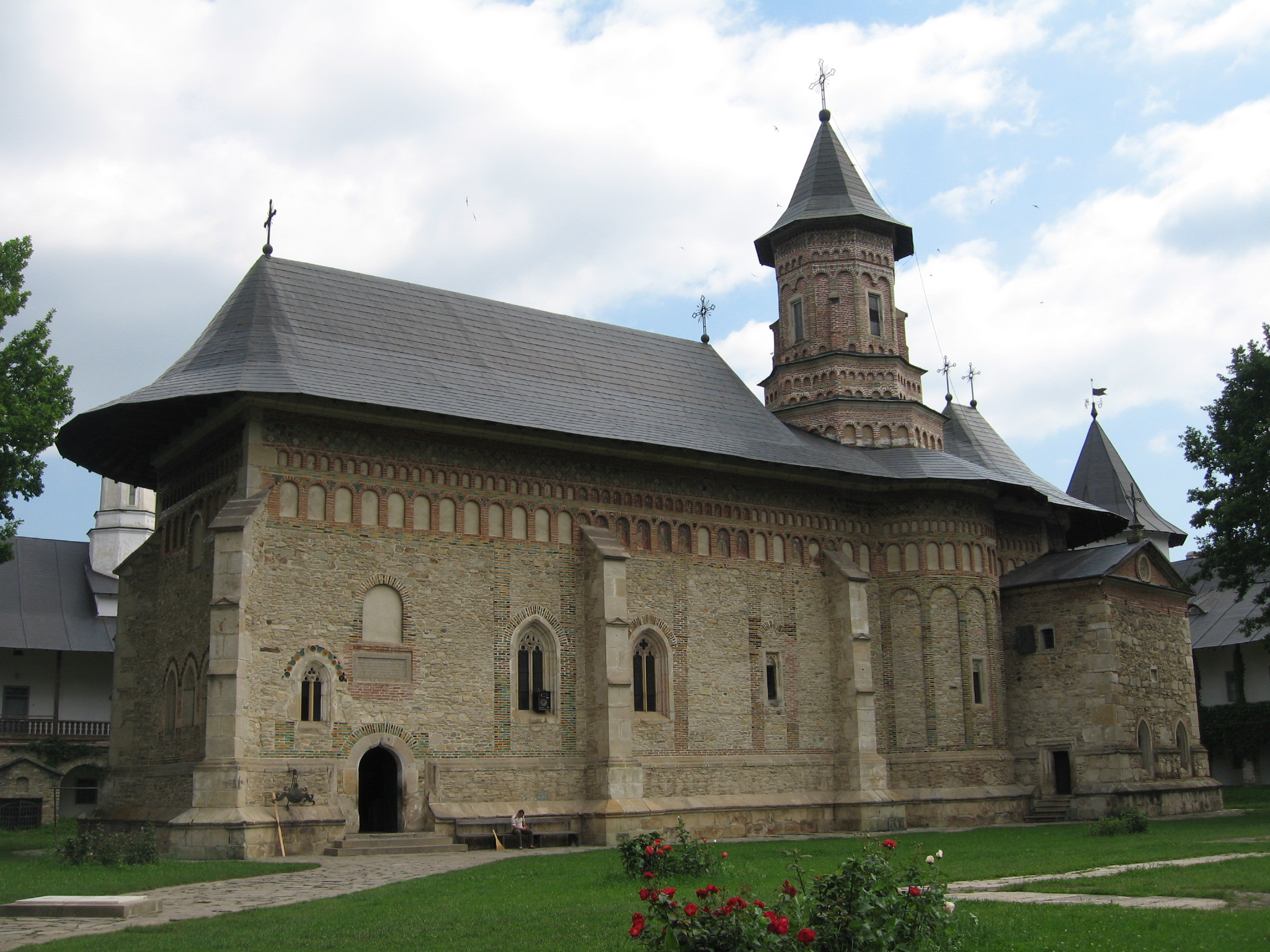
Monasterio de Neamţ

Después del Edicto de Milán en el año 313, el cristianismo se fue difundiendo más ampliamente por la antigua provincia romana de Dacia. A la región se trasladó el obispo arriano Ulfilas en 345 para convertir al cristianismo a los godos que habitaban el territorio. Ulfilas difundió la palabra de Cristo en lengua gótica, pero en el año 348 tuvo que huir y refugiarse al otro lado del Danubio debido a que los caudillos visigodos desconfiaban de su presencia.
Es incierta la difusión real del cristianismo, aunque hay evidencias de que la religión cristiana estaba presente, al menos de forma débil y en un estado incipiente, ya que la provincia de Dacia estaba expuesta a la continua llegada de pueblos germánicos o eslavos procedentes de otras partes del continente europeo. En todo caso se han encontrado los restos de una iglesia primitiva en la región del Bajo Danubio, en Sucidava, que al parecer fue destruida por los hunos y reconstruida posteriormente por Justiniano I en los primeros años de su mandato como emperador del Imperio Romano de Oriente, demostrando así que hubo una presencia real y constante de comunidades cristianas durante aquella época.
En lo que se refiere a la provincia de Escitia Menor, su capital, Tomis, se convirtió en sede episcopal. Se puede encontrar la presencia de obispos en la provincia de Tomis participando activamente en los numerosos sínodos y concilios celebrados desde la segunda mitad del siglo IV e incluso luchando activamente contra la herejía arriana. A lo largo del siglo VI el obispado de Tomis se consolidó, recibiendo la consideración de provincia metropolitana; el titular de la misma recibía la consideración de metropolitano, tenía bajo su control a 14 obispos sufragantes, que correspondían a las principales poblaciones de la provincia y respondiendo y dependiendo directamente del Patriarca de Constantinopla. Estaban vinculados por la lengua a Roma y por el dogma a Constantinopla. De la región fueron originarios san Juan Casiano, fundador de varios monasterios en Marsella y Dionisio el Exiguo.
La difusión del cristianismo en esta región comprendida entre el Danubio y el mar Negro fue muy distinta a la del resto de Dacia, seguramente debido a que estuvo bajo control romano en el momento en que el cristianismo se convirtió en la religión del Imperio. Se han encontrado unas 35 basílicas correspondientes al periodo comprendido entre los siglos IV y VI y que se encuentran localizadas en los principales centros urbanos de la antigua provincia romana, como Tomis, Callatis, Tropaeum Traiani, Histria, Axiopolis, Troesmis y Dinogetica, donde se han encontrado numerosos objetos con inscripciones de la época.
Así, mientras que en una parte de Rumania, la que se corresponde con la provincia de Dacia, no se tiene constancia de un proceso de cristianización firme, en la parte que se mantuvo bajo control romano el cristianismo arraigó ampliamente entre la población de la región. Por este motivo no se puede hablar de una fecha concreta para la cristianización de Rumania. El proceso de cristianización de los dacios romanos tuvo unas características muy específicas, debido a que duró varios siglos como resultado de la entrada en contacto en múltiples ocasiones de la población autóctona con colonos de la región de Escitia Menor o con poblaciones germánicas o eslavas asentadas en la zona. La lengua latina y la religión cristiana constituyeron dos importantes factores en el proceso de unificación étnica, lingüística y espiritual. El patriarcado rumano sostiene en sus principios fundacionales que "en Rumania la romanización y la cristianización fueron dos procesos paralelos que han dado a la historia un nuevo pueblo, el rumano, con una creencia nueva, la cristiana. En otras palabras, el pueblo rumano ha nacido cristiano.".
La Iglesia ortodoxa rumana se fundó en 1872 cuando el Metropolita de Ungrovalaquia y Moldavia se separó de la jurisdicción del Patriarca Ecuménico de Constantinopla. Ese mismo año se constituyó un sínodo separado de la Iglesia ortodoxa en Rumania. La Iglesia ortodoxa rumana fue completamente autocéfala desde 1885 y estableció su propio patriarcado en 1925. El primer patriarca fue Miron Cristea.

### Dominio búlgaro

#### La consolidación del cristianismo bajo dominio búlgaro
A lo largo del siglo VII la organización de la Iglesia del sur del Danubio pasó a estar controlada por las tribus ávaras y eslavas, que incluso llegaron a destruir la sede episcopal de Tomis haciendo desaparecer este obispado. Las nuevas poblaciones llegadas a la región poco a poco se fueron romanizando y convirtiendo al cristianismo. En cambio, a partir del siglo X la lengua eslava acabó imponiéndose como lengua litúrgica, hecho que se mantuvo hasta el siglo XVII.

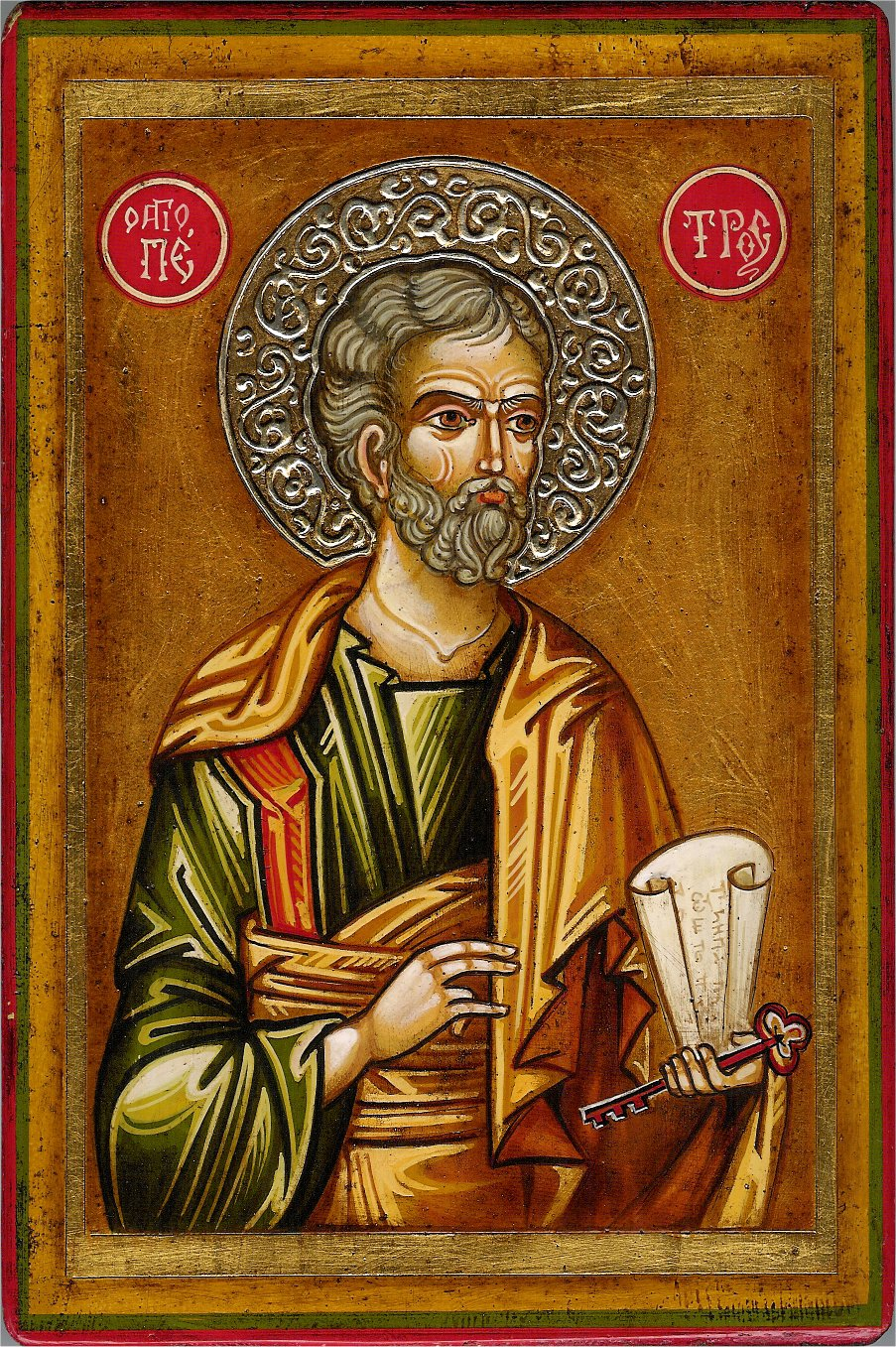
Icono de San Pedro

La desaparición del Obispado de Tomis provocó que las poblaciones rumanas al sur del Danubio reclamaran el nombramiento de un nuevo obispo autóctono. Con la consolidación de la Iglesia búlgara en el siglo IX, coincidiendo con la creación del estado búlgaro, se crearon obispados en las poblaciones del sur del Danubio de Vidin y Silistria.
Los emperadores bizantinos tenían un gran control sobre la Iglesia y el Patriarca de Constantinopla. Cuando Boris I fue proclamado rey de los búlgaros, siendo como era enemigo del emperador de Bizancio, declaró su obediencia al papa de Roma como máxima autoridad eclesiástica. Con el debilitamiento del estado búlgaro debido a los distintos ataques de pueblos eslavos y el definitivo control de este por parte del Imperio bizantino en 1018, la Iglesia búlgara tuvo que jurar obediencia al Patriarca de Constantinopla, entrando así esta parte de la cristiandad en el mundo griego y ortodoxo del cristianismo oriental.
Por su parte, Transilvania estuvo controlada por los magiares en el siglo XI, quienes instauraron el feudalismo. Cuando el rey de Hungría se convirtió al catolicismo en el año 1000, la población fue obligada a obedecer al papa de Roma aunque la mayoría de la población era ortodoxa. La llegada de los caballeros teutones a la región, tras la petición de ayuda realizada por Andrés II de Hungría para defenderse de los cumanos, vino acompañada por grandes cantidades de población procedente de Sajonia que se asentaron en territorios moldavos y valacos. Cuando a principios del siglo XIII se decidió expulsar a los caballeros teutónicos, se permitió a las poblaciones sajonas quedarse en sus asentamientos debido a que profesaban la fe católica, recibiendo de Andrés II un amplio estatus de autonomía y una serie de provilegios fiscales a cambio de ayudar a los monarcas húngaros a someter a la población autóctona —de confesión ortodoxa— y mantener el dominio húngaro en la región.
Los otros dos territorios históricos de Rumania, Valaquia y Moldavia, se mantuvieron bajo control bizantino desde la desaparición del estado búlgaro en 1018 hasta que en 1185 los búlgaros lograron deshacerse de la ocupación bizantina y reorganizar su estado. A principios del siglo XIII, estos territorios empezaron a recibir ataques de los cumanos, quienes finalmente lograron controlar la región. A la región se desplazaron unos frailes dominicos para intentar convertir a su caudillo al cristianismo. Tras el éxito en su misión, el papa Gregorio IV decidió crear para ellos el obispado de Cumania, llamado Sede de Milcovia en referencia al río Milcov, frontera natural entre Moldavia y Valaquia. Las disputas internas entre los cumanos provocaron que sus territorios fueran conquistados por los húngaros.

#### Supervivencia de la ortodoxia rumana y la aparición de los principados rumanos
La presencia de población de confesión ortodoxa en los territorios dominados por Hungría era un tema que preocupaba al papado como lo demuestra una carta enviada por el Papa en 1234 al príncipe de Cumania y futuro rey húngaro Bela IV, en la que se quejaba de la presencia de walathos en la diócesis de Cumania, y que menospreciando a la Iglesia de Roma no recibían los sacramentos de manos del obispo de la diócesis, sino de obispos de rito griego-ortodoxo. Esta situación era común también para Transilvania. Por este motivo, el papa recomendó a Bela que el obispo católico de Cumania debía ser originario de la región, haciendo referencia a la necesidad de que hablara rumano.

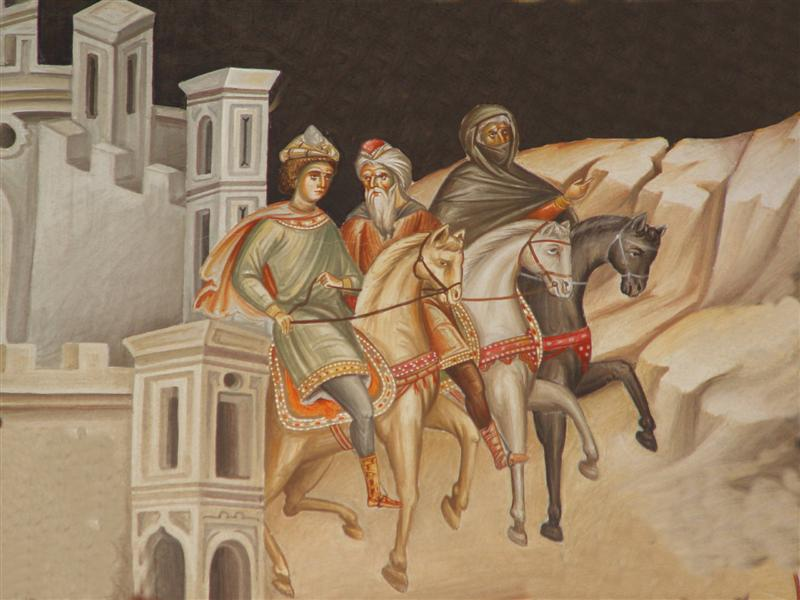
Los Tres Reyes Magos en la Iglesia de los Santos Arcángeles de Brăila.

Tras la invasión tártara en 1241 la diócesis de Milcovia desapareció y los húngaros dejaron de controlar el antiguo reino de los cumanos. El dominio tártaro fue efímero y en la segunda mitad del siglo XIII existían ya pequeñas entidades feudales que fueron el embrión de los principados cristianos de Moldavia y Valaquia.
Cuando en 1308 Carlos Roberto I ascendió al trono húngaro, intentó controlar de nuevo Moldavia y Valaquia. Sin embargo, la posibilidad de dominar la región por la fuerza se vio truncada tras la derrota húngara frente al príncipe de Valaquia Besarav en 1330. La nueva estrategia para dominar estos territorios buscó el apoyo papal. Carlos Roberto I envió un informe a Juan XXII pidiendo la reinstauración del obispado de Milcovia como sucesor del de Cumania y el nombramiento del franciscano Vito de Monteferro, capellán real, como cabeza de la nueva diócesis. Juan XXII accedió a la petición y escribió al Primado de Hungría para que nombrara un nuevo obispo y creara la nueva diócesis. Sin embargo, tanto el Primado como el obispo de Cumania se negaron ya que significaba la pérdida de las rentas de aquellas tierras, motivo por el cual se desestimó el proyecto del monarca húngaro. El año 1347 el rey Luis I logró expulsar los tártaros de sus últimos reductos en Moldavia y aprovechó la ocasión para pedir la creación de la diócesis de Milcovia. Esta vez el proyecto tuvo éxito, aunque no es seguro que el obispo responsable de la sede llegara a residir nunca en la misma.

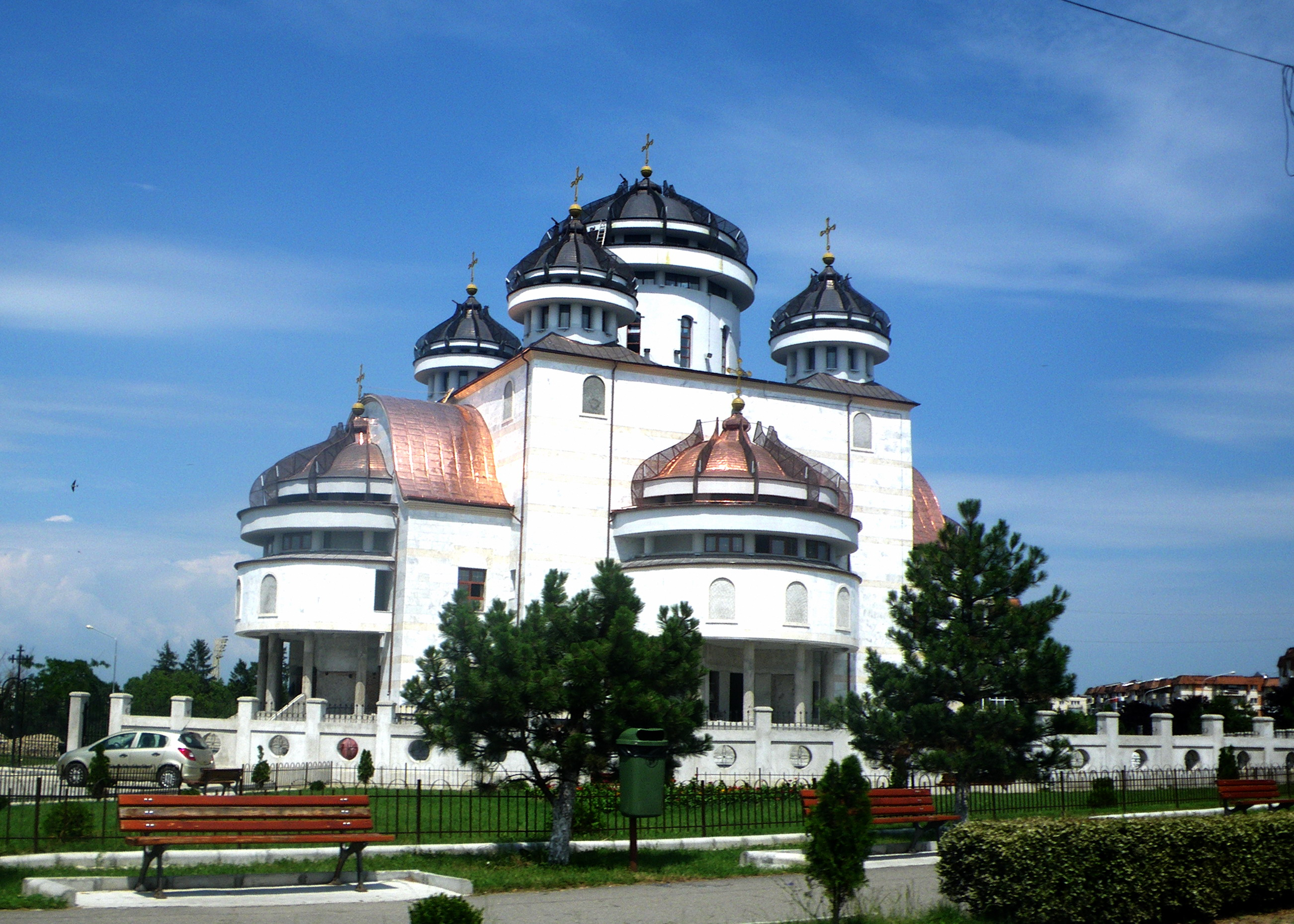
Catedral de Mioveni.

Por lo que respecta a los principados de Valaquia y Moldavia, estos se asentaron como estados independientes. Este hecho fue aprovechado por los príncipes valacos y moldavos para pedir al Patriarca de Constantinopla la designación de un metropolitano para sus respectivos territorios. En este sentido, el príncipe valaco Nicolás Alexandru realizó una petición a Constantinopla y el año 1359 el metropolitano de Vicina fue trasladado a Arges, la capital de Valaquia, creándose así la sede metropolitana de Ungrovalaquia. El papa Gregorio IX pensó en trasladar el obispo de Milcovia a Curtea de Arges para contrarrestar la presencia ortodoxa, pero finalmente no se produjo el traslado. En Moldavia, la mayor presencia de católicos favoreció las aspiraciones papales y el principado no consiguió que se nombrara un metropolitano hasta 1401.
El principado desde su constitución hasta el año de la consecución del metropolitano dependió del metropolitano de Galitzia que se encontraba dentro del reino de Polonia (que era una de las potencias europeas del momento en aquella parte del continente). A partir de 1365 Luis I de Hungría inició una serie de campañas militares para lograr la dominación del principado moldavo, el príncipe Vladislav (conocido también con su apelativo Laţcu) ante la superioridad de los húngaros acudió a pedir ayuda a Casimiro III de Polonia, que era el tío del rey húngaro, y así poder mantener la independencia de su principado. Pero cuando el año 1370 el rey polaco murió sin descendencia se decidió elegir a su sobrino como rey de Polonia, por lo que Moldavia perdía su aliado y se quedaba totalmente indefensa. Ante la nueva situación el príncipe Vladislav decidió seguir el consejo de los franciscanos presentes en sus dominios y se dirigió al Papa de Roma, en aquel momento Urbano V, para pedirle que intercediera en su favor ante el rey húngaro y polaco. A cambio, el príncipe Vladislav ofrecía convertirse él y todo su pueblo al catolicismo, pidiendo que la capital de sus dominios, Siret, fuera elevada al rango de ciudad y sede episcopal.
Así un año después se consagró un obispo para la nueva diócesis, que debería estar directamente vinculada a Roma y por tanto no dependería ni de Polonia ni de Hungría. Vladislav abandonó la confesión ortodoxa y abrazó el catolicismo por motivos políticos, en su conversión parece que no le acompañaron muchas personas, ya que su propia esposa permaneció ortodoxa. Las sedes episcopales de Siret y Milcovia no eran muy importantes, en parte porque no recibían muchas donaciones y por tanto tenían pocas rentas con las que pudieran sobrevivir. Además los responsables de la diócesis estaban ausentes la mayor parte del tiempo y desconocían la lengua rumana. La gran mayoría de los católicos se concentraban en poblaciones donde la mayoría de la población era de origen sajón o húngaro. La gran mayoría de la población autóctona permaneció en la ortodoxia, aunque había grandes cantidades de frailes dominicos y franciscanos en el principado con el objetivo de conseguir conversiones al catolicismo.

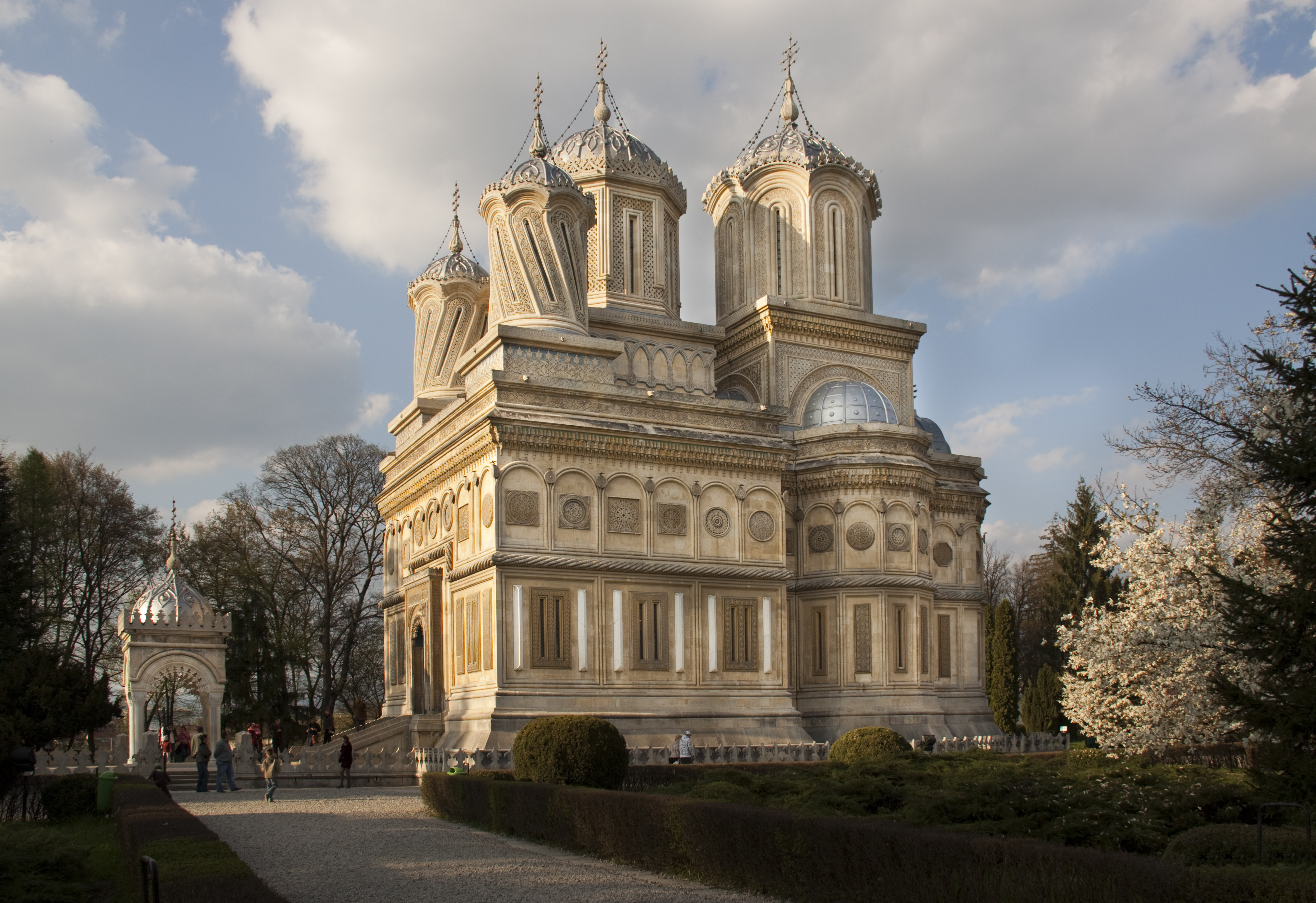
La Catedral de Curtea de Argeş edificada en 1517

Tras la muerte de Luis I, rey de Hungría y de Polonia, y por tanto con la división de nueve de los dos reinos, el príncipe Pedro I de Moldavia decidió volver a la ortodoxia y pidió al Metropolitano de Galitzia que consagrara dos obispos por sus territorios, uno de ellos, José, era familiar del propio príncipe. Tan pronto se consagraron los dos nuevos obispos, Pedro I pidió al Patriarca de Constantinopla que nombrara a José como metropolitano. El Patriarca de Constantinopla accedió a nombrar un metropolitano, pero uno de origen griego, negándose Pedro I a ello. Ante la negativa Neilos, Patriarca de Constantinopla, excomulgó a Pedro I y los moldavos. El conflicto perduró hasta 1401 cuando una vez traspasados tanto Pedro I como Neilos, Alejandro Bueno, príncipe de Moldavia y Mateo I, Patriarca de Constantinopla acordaron la creación de la sede metropolitana de Siret y el nombramiento del obispo José como metropolitano. El logro de su propia sede metropolitana por parte de los principados rumanos sirvió para consolidar el poder y la independencia de los mismos.
En cuanto a los ortodoxos de Transilvania, estos no podían organizarse en su propia Iglesia; además el Papa presionaba a los reyes húngaros para acabar con la población cismática. La falta de organización de la Iglesia ortodoxa en Transilvania provocaba que los metropolitanos de Valaquia llevaran también la titulación de "Exarcas de Hungría y de las Montañas". El clero ortodoxo vivía en medio de unas precarias condiciones e incluso de persecuciones, llegándose a darse casos como el del obispo ortodoxo de Huneodara, que fue detenido por el inquisidor pontificio Juan de Capistrano y fue trasladado a Roma. La conquista de Constantinopla (1453) por los turcos otomanos de confesión musulmana, la derrota de los serbios en Smederevo (1539) que supuso la conquista por los otomanos del reino de Serbia significó la práctica conquista de los principados de Moldavia y Valaquia por parte de los otomanos. Estos principados lograron mantener una cierta independencia y autonomía respecto a la Puerta de Oro, aunque por este motivo se pagaban importantes tributos y se enviaba a Estambul (la antigua Constantinopla) a los hijos de la nobleza valaca y moldava para asegurar así la lealtad de los futuros príncipes hacia el Imperio Otomano. Con la derrota húngara en Mohács (1526) el reino de Hungría perdió buena parte de sus territorios y estuvo a punto de estar ocupado totalmente por los otomanos. Los húngaros perdieron el principado de Transilvania que pasó a estar bajo control de los otomanos que le dieron una autonomía similar a la que recibieron el resto de los principados rumanos, pero colocando a su frente a aristócratas húngaros dispuestos a colaborar con los otomanos. Bajo la ocupación otomana de todos los territorios rumanos comenzaron a llegar los primeros luteranos en Sibiu y calvinistas en Oradea.

### Dominio Otomano y pervivencia de la ortodoxia rumana entre el catolicismo, el luteranismo, el calvinismo y los uniatos
A raíz de la reforma protestante propiciada por el sacerdote alemán Martín Lutero en 1517 se empezó a difundir la reforma por toda Europa Central. Así en 1530 muchas de las poblaciones sajonas de Transilvania se convirtieron al luteranismo, también muchos húngaros de la misma región se convirtieron al calvinismo. El año 1556 la Dieta de Transilvania suprimió la sede Pontificia y Romana de Alba Iulia y expulsó a todos los sacerdotes católicos de sus territorios. Al año siguiente se proclamó la libertad religiosa. Bajo el mandato del príncipe católico Esteban I Báthory la Dieta de Transilvania reconoció como "legales" las religiones católica, luterana, calvinista y uniata. Por otro lado la religión ortodoxa fue considerada como "tolerada" y los rumanos de Transilvania eran considerados ciudadanos de segunda categoría. La presencia de los protestantes en Transilvania sería muy importante para entender la configuración de la cultura rumana.

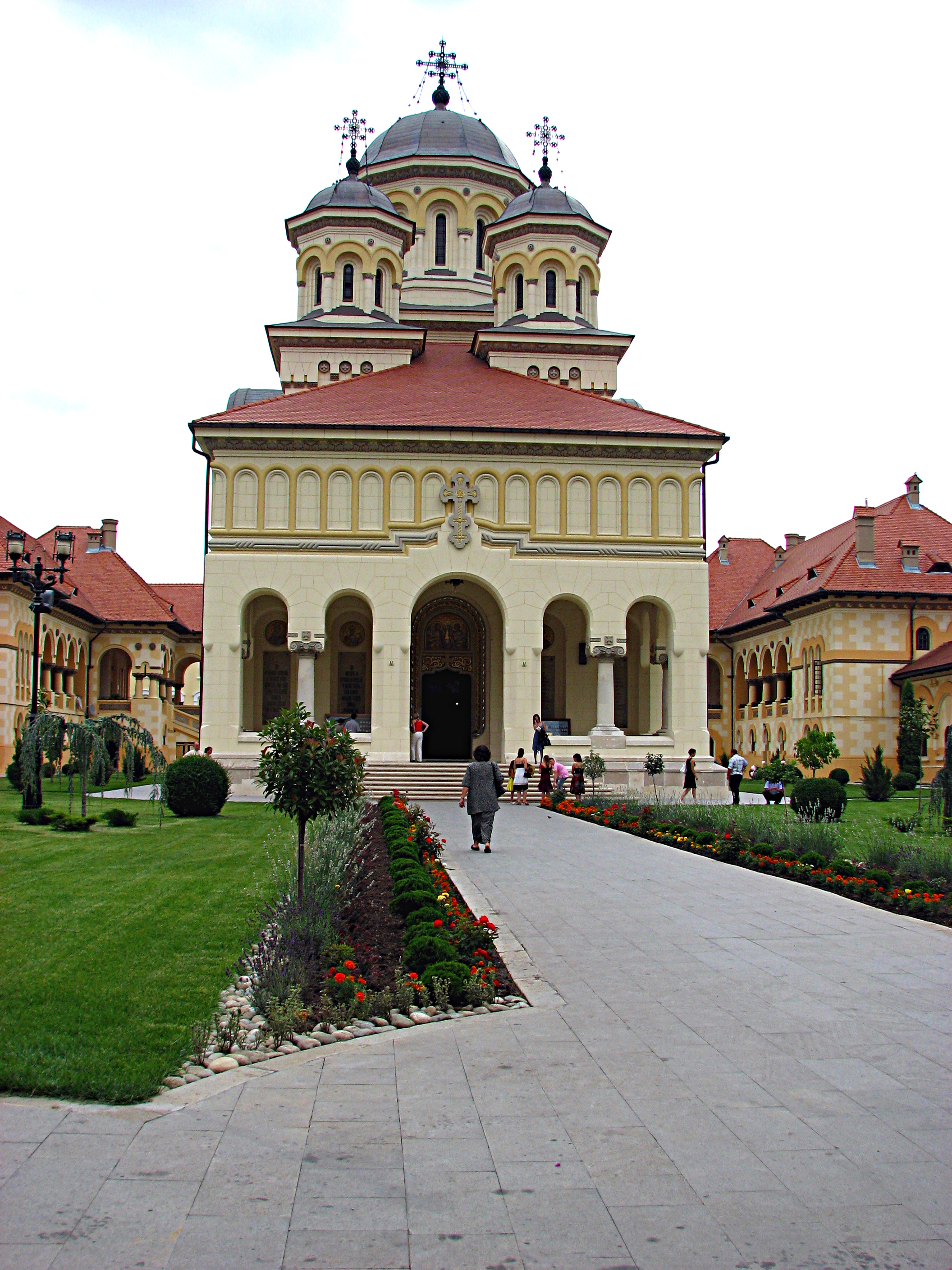
Catedral de la Coronación de Alba Iulia.

En cuanto a Moldavia, entre los años 1530 y 1580 se produjo una disminución de las comunidades católicas, ya que buena parte de estos se pasaron al luteranismo y al calvinismo. Entre los años 1561 y 1563 el príncipe moldavo Juan II Heraclio intentó que el principado se convirtiera al luteranismo, por lo que fue asesinado. A partir de 1580 los católicos reaccionaron, sobre todo a partir de la llegada del religioso albanés Bartolomeus Brutti, que tuvo mucha influencia entre los príncipes moldavos Iancu Sasul y Pedro V, logrando que este último aceptara primero la entrada de los jesuitas en sus dominios y luego establecer contacto con el legado papal en Polonia con la intención de rendirle obediencia, tal como comunicó al papa el año 1588. El trabajo de Brutti para aumentar el número de católicos dio su resultado con la conversión de 20 000 moldavos protestantes al catolicismo, pero Pedro V de Moldavia fue destronado en una conjura protagonizada por emisarios ingleses en Estambul y el propio Papa de Roma que vendió el trono de Moldavia a Aron Tiranul. Este decidió dar a husitas húngaros las propiedades que se habían entregado a los jesuitas en tiempos de Pedro V.
En Valaquia el príncipe Miguel el Valiente apoyó la causa de la liga antiotomana y consiguió el trono de Transilvania con la ayuda del emperador germánico Rodolfo II. Miguel el Valiente pidió que la ortodoxia fuese reconocida como religión legal. Rodolfo II decretó que las tres grandes religiones serían el catolicismo, el luteranismo y la ortodoxia. Como compensación el príncipe valaco apoyó a los católicos de su principado y el obispo ortodoxo de Alba Iulia fue consagrado metropolitano, constituyéndose así la sede metropolitana ortodoxa de Transilvania. Cuando Miguel el Valiente fue nombrado Príncipe de Moldavia se logró unificar por primera vez los principados rumanos. Este hecho inquietó tanto a los húngaros, como los austriacos, los otomanos y los polacos, ya que se podría constituir un estado unificado que amenazase los intereses que estos países tenían en los Principados Rumanos, por lo que Miguel el Valiente fue asesinado y los principados de nuevo se dividieron. Con la desaparición del príncipe Miguel el Valiente se desvanecieron las esperanzas de los ortodoxos de ver como su confesión era reconocida totalmente en Transilvania.
En 1626 el príncipe de Transilvania Gabriel Bethlen, de confesión calvinista, decidió salir en ayuda de los ortodoxos, ya que reinstauró sus antiguas posesiones del clero ortodoxo, eximiéndoles de algunos pagos de impuestos y favoreciendo la enseñanza y la publicación de libros en lengua rumana. En 1627 nombró al monje ortodoxo Gennadi como arzobispo ortodoxo del principado a cambio de que aceptara la obediencia al superintendente calvinista, que la lengua rumana fuese lengua oficial de culto y de prédica ya que imprimiesen los libros eclesiásticos calvinistas, así como se erradique todo tipo de supersticiones. El príncipe de Transilvania pidió ayuda al Patriarca de Constantinopla Cirilo Lukaris, que tenía una cierta orientación calvinista, porque facilitara la conversión de la población ortodoxa de Transilvania al calvinismo. En 1629 el príncipe falleció y lo sucedió Gregorio Rakoczy que continuó con la misma política de su predecesor. A pesar de las buenas relaciones entre el metropolitano Gennadi y el príncipe húngaro, el primero se negó a que se publicaran libros calvinistas en la región, pero Gregorio consiguió que un monje ortodoxo tradujera al rumano un catecismo calvinista. En 1640 falleció el metropolitano y el príncipe Gregorio pensó en designar a un metropolitano que aceptara su política, pero la elección no fue fácil ya que ningún religioso ortodoxo aceptaba este juego religioso, tal como lo muestra la encarcelamiento del sucesor de Gennadi. La mayoría del clero ortodoxo de Transilvania se negó a aceptar la confesión de fe lukariana de estilo calvinista. En el sínodo reunido en Iași aceptaron la confesión de fe de Pedro Mogila, aunque expurgada de sus doctrinas sobre el purgatorio y la epíclesis que se oponían a la tradición doctrinal ortodoxa.
El ataque más importante contra el calvinismo procedió de Moldavia, ya que el patriarca moldavo Varlaam publicó en 1645 una refutación del catecismo calvinista publicado en Transilvania. Esta refutación tuvo eco en Moldavia y Valaquia donde el príncipe Mateo Basarab luchó contra el calvinismo. Los dos principados rumanos se convirtieron en dos reductos de la ortodoxia dentro del Imperio Otomano a la misma vez que el catolicismo cedía terreno a los principados rumanos. En Transilvania el peligro que suponía el calvinismo por la ortodoxia pasó al catolicismo que se convirtió en la segunda confesión más importante de la región.

#### Dominación austriaca y supervivencia de la ortodoxia entre los imperios
Con el sitio de Viena de 1683 por parte de los otomanos y con la firma del Tratado de Karlowitz (1699) se inició una nueva dinámica en el centro de Europa, ya que los otomanos se replegaron hacia la zona sureste del continente europeo, dejando el control de Transilvania a Habsburgo. Desde el año 1696 el principado dejó de ser gobernado por príncipes húngaros autóctonos. Esto fue aprovechado por el emperador del Sacro Imperio Leopoldo I para decretar que el catolicismo, el luteranismo, el calvinismo y el uniatismo eran confesiones legales, mientras que la ortodoxia recibía de nuevo la condición de religión tolerada en Transilvania. 

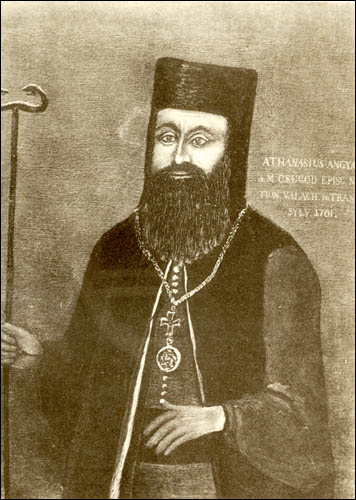
El metropolitano Atanasie Anghel.

Enseguida los jesuitas establecieron en la región una Iglesia uniata. En 1697 se ofreció al metropolitano ortodoxo de Transilvania liberarse respecto al superintendente calvinista a cambio de aceptar la Unión con Roma, pero el traspaso del metropolitano hizo que el nuevo metropolitano designado, el obispo Atanasio fue a Valaquia para ser consagrado como nuevo metropolitano. En la capital del principado valaco fue recibido con todo tipo de sospechas y se le obligó a aceptar la ortodoxia tal como se recogía en la confesión de fe de Pedro Mogila si quería ser consagrado. En abril de 1698 el emperador Leopoldo I emitió un diploma por el cual todos los clérigos ortodoxos rumanos que se pasaran a las cuatro confesiones legales recibirían todas las contraprestaciones y privilegios que los clérigos de estas confesiones gozaban, además si se convertían al catolicismo y, por tanto, reconocían la autoridad única del Papa de Roma como jefe único del cristianismo recibirían aún más privilegios. En junio de 1698 el primado húngaro, el Cardenal Kollonitz definió los cuatro puntos a observar para conseguir la unión de las iglesias cristianas. Estos eran el reconocimiento del Papa de Roma como jefe único de la cristiandad, el uso del pan ácimo para la celebración de las eucaristías, el Filioque en el credo y aceptar la doctrina del purgatorio.
En octubre de 1698 unos treinta sacerdotes ortodoxos de Transilvania firmaron un documento donde hacían pública su intención de hacerse miembros de la Iglesia uniata, aunque deseaban la voluntad de mantener las costumbres rumanas. En febrero de 1699 Leopoldo I publicó el diploma por el que se establecía la Iglesia uniata en Transilvania sin tener que pagar impuestos por las propiedades adquiridas por la nueva Iglesia e importantes exenciones fiscales por los clérigos de la misma (el nombre oficial de la nueva iglesia era el de Iglesia Rumana Unida con Roma, pero recibía la denominación popular de Iglesia greco-católica). En 1701 estos privilegios se ampliaron los fieles de la nueva Iglesia. Como la unión tenía poca aceptación Kollonitz llamó al metropolitano Atanasio en Viena donde tuvo que comparecer ante una comisión judicial. Se le obligó a firmar un documento donde se comprometía a romper cualquier lazo con el metropolitano y el príncipe de la Valaquia, a obligar a sus fieles a convertirse al uniatisme ya recibir como consejero a un teólogo católico. El metropolitano se vio obligado a aceptar y acto seguido el Cardenal Kollonitz repitió su consagración sacerdotal sub conditione, además se ofreció a los seglares que aceptaran su conversión al uniatismo las mismas condiciones favorables que gozaban los católicos en la región. La sede metropolitana ortodoxa de Alba Iulia se transformó en un obispado uniato desapareciendo de Transilvania el título de metropolitano ortodoxo, situación que perduró hasta el año 1864. Con la pérdida de la sede metropolitana los rumanos de Transilvania protestaron enérgicamente. Atanasio fue excomulgado por los patriarcas de Constantinopla, de Jerusalén y por metropolitano de Valaquia.

Catedral Ortodoxa de Galați.

Con el traspaso de Atanasio en el año 1713 y el nombramiento de Juan Pataky, que ya se había pasado al rito latino, como obispo uniato de Alba Iulia se consolidó la unión y se trasladó la sede episcopal a Făgăraș. En 1727 el traspaso de Pataky se reunió el sínodo de la Iglesia uniata para elegir al nuevo obispo, finalmente se eligió a un estudiante de tercero de teología, Inocenţiu Micu-Klein, que no se trasladó a su sede hasta el año 1732. Micu fue un obispo con una actitud poco complaciente hacia Viena ya que defendió sus sacerdotes y fieles, pidiendo que se cumplieran las promesas de la corte de Viena, pidiendo incluso el reconocimiento de nación para Transilvania. En 1744 reunió un sínodo donde amenazaba con romper con la unión si no se cumplían las promesas del emperador. Este sínodo estuvo formado por sacerdotes, seglares e incluso miembros de la Iglesia ortodoxa siendo así más una reunión nacional que no religiosa ni uniata. Por este motivo fue llamado a Viena donde tuvo que responder a las imputaciones hechas contra él por una comisión judicial. Condenado, fue enviado a Roma donde murió.
A Micu le sucedió Petru Pavel Aron que fundó escuelas en Blaj, y favoreció el desarrollo de la cultura rumana en Transilvania, contribuyendo al despertar de la conciencia nacional rumana a los otros principados rumanos. A lo largo de su mandato se inició una fuerte campaña contra la Iglesia uniata sobre todo por parte de monjes ortodoxos, hasta tal punto que el propio obispo tuvo que huir de la sede episcopal y refugiarse en Sibiu. La Iglesia uniata vio como su número de clérigos disminuía mientras que el número de clérigos ortodoxos aumentaba espectacularmente (de 456 a 1380). Vista esta situación la emperatriz María Teresa I de Austria tomó la decisión de crear una milicia rumana para defender las fronteras del Imperio y así contener el crecimiento de la Iglesia ortodoxa en Transilvania, los milicianos enrolados se entregaban de todo vasallaje pero tenían que convertir en uniatos. El nuevo obispo uniato, Gregorio Maior defendió firmemente esta medida, unos años después en su informe enviado al emperador José II recogía que la medida había hecho efecto, ya que la Iglesia ortodoxa había perdido unas 746 iglesias y unos 57 000 fieles. El informe llegó tarde a Viena, ya que antes de que el emperador pudiera leer, este ya había firmado el edicto de tolerancia con lo que cualquier Iglesia que contara con más de cien familias como fieles podría construir sus iglesias, hospitales y escuelas. Al año siguiente se permitió la separación de la Iglesia uniata, lo que favoreció que muchos rumanos volvieran a la ortodoxia. Las reformas llevadas a cabo por José II se mantuvieron hasta el traspaso de este al año 1790. Aunque las autoridades imperiales posteriores hicieron algunos pequeños intentos por reinstaurar la situación anterior ya se habían sentado las bases para el desarrollo de la Iglesia Ortodoxa Rumana, lo que favoreció el desarrollo de un sentimiento nacional rumano a lo largo de la segunda mitad del siglo XVIII.
A finales del siglo XVIII el estado de las iglesias ortodoxas a los tres principados rumanos era la siguiente: en Transilvania los obispos eran de origen serbio, de 1796 a 1810 la sede episcopal quedó vacante y se tuvo que pedir permiso al gobierno imperial para nombrar un obispo rumano, el elegido fue Vasile Morga. En cuanto a Valaquia la ocupación austriaca de Oltenia del año 1718 hizo que las condiciones ortodoxas se endurezcan. En 1739 con la evacuación de las tropas imperiales la situación mejoraba considerablemente. En los años posteriores tanto Moldavia como Valaquia tuvieron que sufrir la ocupación militar de los rusos, pero estos al ser también ortodoxos no hicieron sino asentar esta confesión en la región. En todo caso las iglesias ortodoxas de Valaquia y Moldavia pesar de tener pocos contactos con el continente europeo, fueron unos elementos importantes para mantener y preservar la confesión ortodoxa a unos territorios que bajo la dominación otomana y austríaca no habían hecho más que configurar y confirmar su identidad en común de unos territorios; Transilvania, Valaquia y Moldavia, los tres principados que en un futuro no muy lejano se convertirían en una realidad en común y permitiría la lenta configuración del moderno estado rumano.

### Papel de la ortodoxia en la constitución del Estado rumano moderno y supervivencia bajo el comunismo

#### Logro de la independencia política y religiosa de los principados rumanos de Valaquia y Moldavia
El nombramiento de Vasile Morga como obispo ortodoxo de Transilvania en 1810 por parte de las autoridades imperiales fue precedido de un acto seguido de duras condiciones que los ortodoxos de la región tuvieron que cumplir. Este permaneció en la sede episcopal hasta su traspaso al año 1845, momento en que se nombró a Andrei Șaguna, que aprovechó el ciclo revolucionario de 1848 para pedir la creación de nuevo de la sede metropolitana de Transilvania, año en que este principado fue anexionado a Hungría, situación que perduró un año solo, ya que el año 1849 pasó a integrarse dentro de la corona austriaca. El reconocimiento de la sede metropolitana se consiguió en 1864 cuando se estableció la misma a Sibiu y se declaró metropolitano al propio Andrei Șaguna. Tres años después Transilvania era transferida a la corona húngara dentro de la monarquía dual austrohúngara (1867).

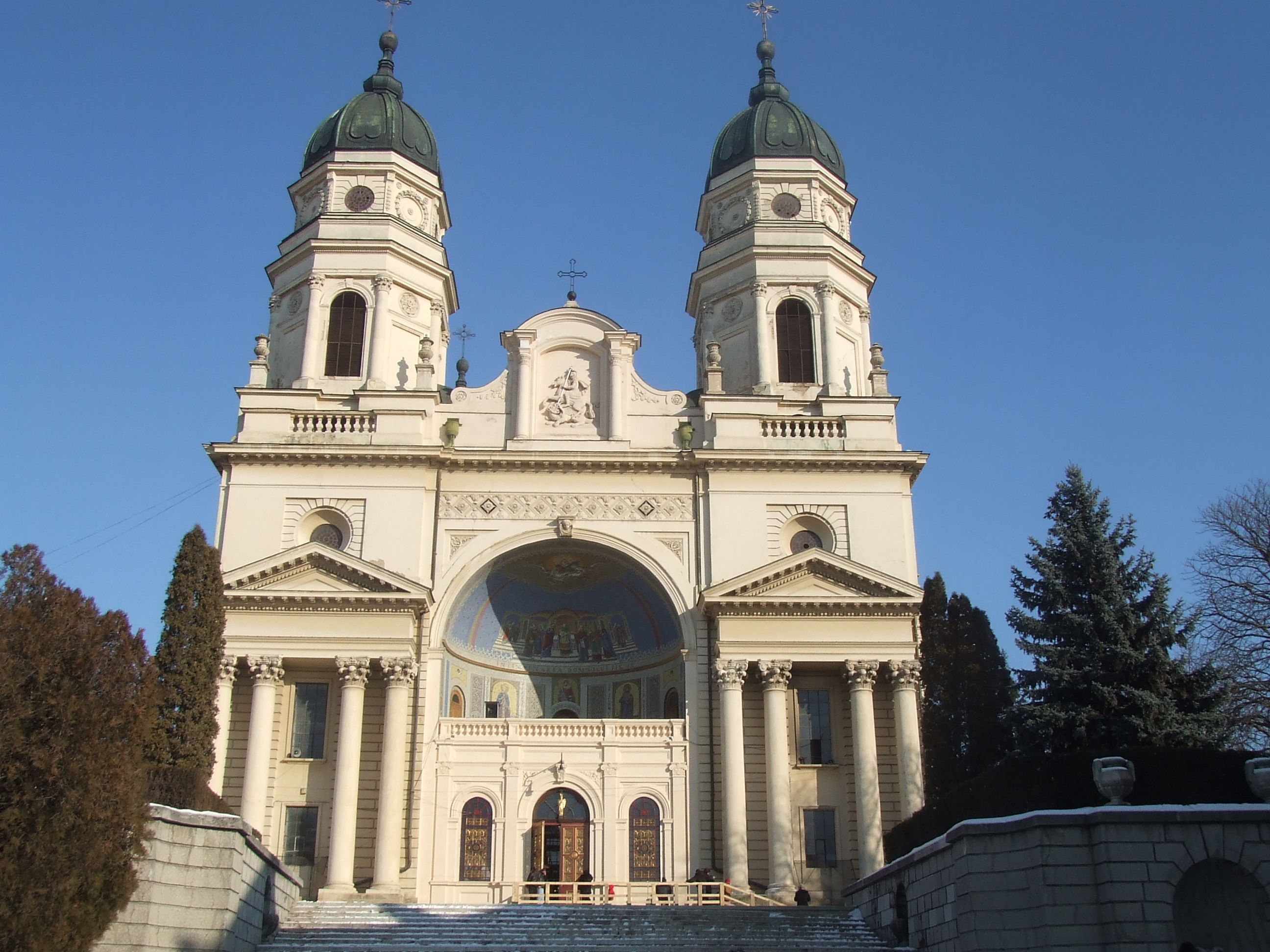
Catedral Metropolitana de Iași (1880–1887)

En cuanto a Moldavia y Valaquia los príncipes Miguel Sturdza (Moldavia) y Alexandre Ghica (Valaquia) en 1834 invitaron a visitar sus dominios a un grupo de adeptos de la Sociedad Bíblica Británica, ya que habían creado una serie de escuelas lancasterianas en sus principados. El encargado de la sociedad en la región, Benjamin Barker, después de ver los resultados de estas escuelas aceptó la traducción de la Biblia Protestante al rumano. Así en el año 1838 aparecía publicado en rumano el Nuevo Testamento, que sirvió como libro de texto en las escuelas lancasterianas de Valaquia, ya que Moldavia se opuso el Metropolitano y el Patriarca de Constantinopla intentó suprimir el uso de las Biblias protestantes en Valaquia.
En 1853 el sultán otomano Abdülmecit I cedió a las presiones francesas para dar el control de la iglesia de la Natividad en Belén a los católicos. Esto provocó grandes protestas por parte de los ortodoxos. El zar Nicolás I de Rusia que se declaró "guardia de la Iglesia ortodoxa" envió emisarios para establecer un tratado con el sultán otomano por el que Rusia podría intervenir en aquellos lugares donde la ortodoxia estuviera amenazada. Esto podía alterar el equilibrio continental preconizado por Reino Unido, lo que hizo que los británicos presionaran a los otomanos para rechazar el pacto. Cuando el zar supo de las maniobras británicas decidió declarar la guerra a los otomanos e invadió Valaquia y Moldavia, con el objetivo de salvaguardar la ortodoxia de los rumanos, pero con el objetivo oculto de hacerse con el control de los dos principados. Esta acción provocó el estallido de la Guerra de Crimea, donde los rumanos tuvieron que participar junto a los rusos. Por otro lado tanto los británicos como los franceses y los otomanos formaron una coalición para hacer frente a los rusos.
Austria-Hungría, que en principio permaneció neutral, vio como sus intereses en la región estaban amenazados y sin declarar la guerra formalmente a Rusia sí que ayudó a los aliados. A petición de Austria, que estaba haciendo conjuntamente con Prusia de mediadora, pidió a los rusos la retirada de los dos principados, demanda a la que accedió Nicolás I. Finalmente en el año 1855 Rusia se rindió. Al año siguiente se firmaron los Tratados de París (1856) entre los rusos, los otomanos, los británicos y los franceses. Con estos tratados el principado de Moldavia y el de Valaquia alcanzaron su independencia política respecto al imperio Otomano.
Esta era una independencia tutelada por Francia, Prusia y los Imperios austrohúngaro, ruso y otomano. La independencia se concedió por los turcos otomanos a cambio de mantener su influencia en la región y de recibir la garantía de las otras potencias europeas que no se toleraría una unificación de los dos principados en uno solo. Esta promesa se mantuvo solo tres años, ya que el año 1859 se eligió como príncipe de Moldavia (el 5 de enero de 1859) y príncipe de Valaquia (el 25 de enero) a Alexandru Ioan Cuza, que tenía el apoyo de Prusia, Francia y Rusia, produciéndose la unificación de hecho de los Principados Rumanos en el Principado de Rumania. El nuevo principado no gozaba de una independencia plena, ya que se encontraba bajo la influencia de los otomanos, que continuamente amenazaban con intervenir en la región. Una de las primeras cosas que hizo el nuevo príncipe rumano fue la de secularizar los bienes eclesiásticos, que en su gran mayoría pertenecían a los monasterios ortodoxos (donde la mayoría de monjes eran de origen griego), a cambio de unas indemnizaciones. Las protestas formales tanto del Patriarca de Constantinopla como los monjes, no sirvieron de nada. Como el dinero de las indemnizaciones no fue cobrado por los religiosos, el Estado rumano decidió quedarse con los mismos.

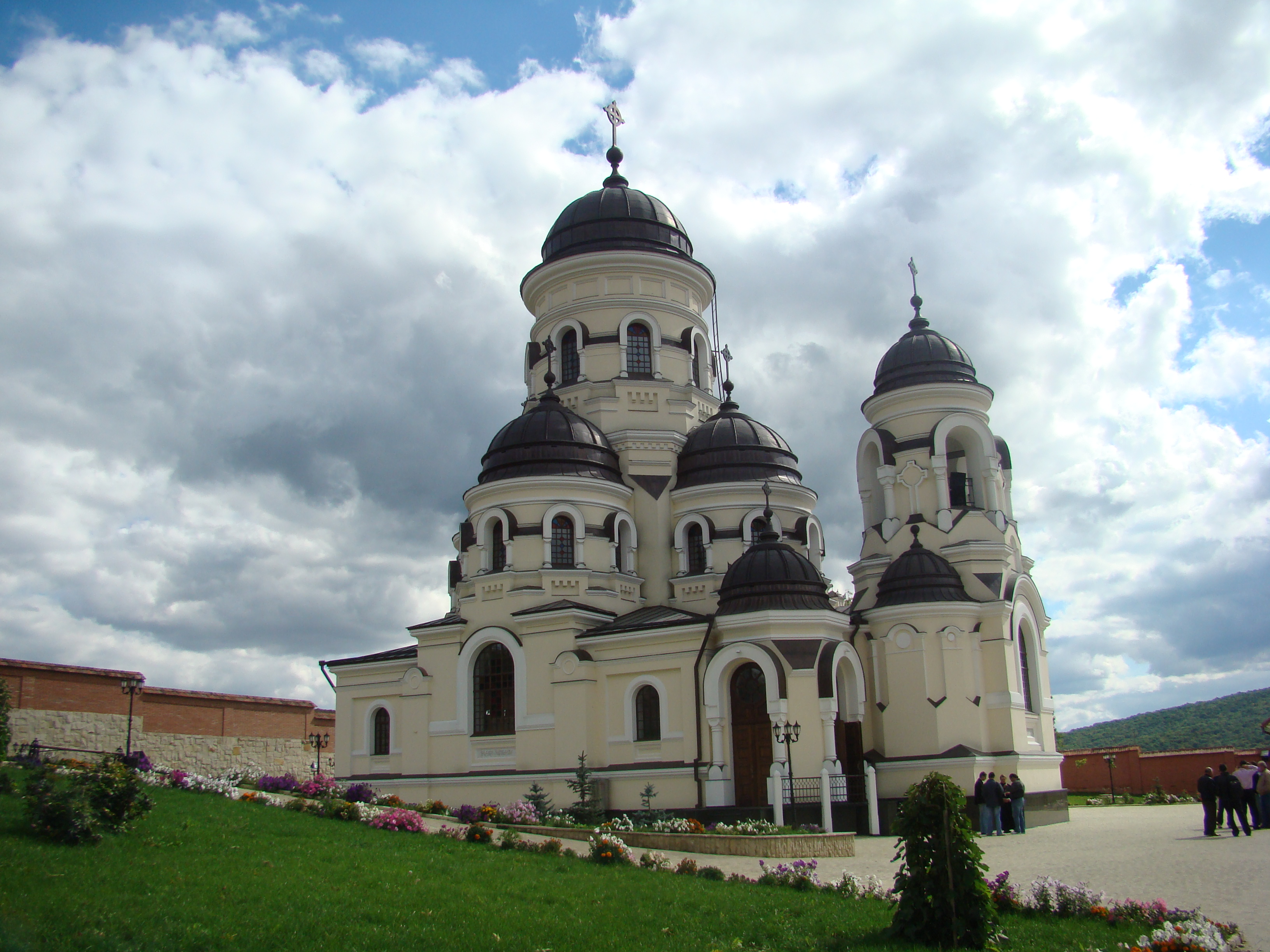
La Iglesia de Invierno, edificada en 1903, en el complejo del Monasterio de Căpriana, a 40 kilómetros de Chişinău.

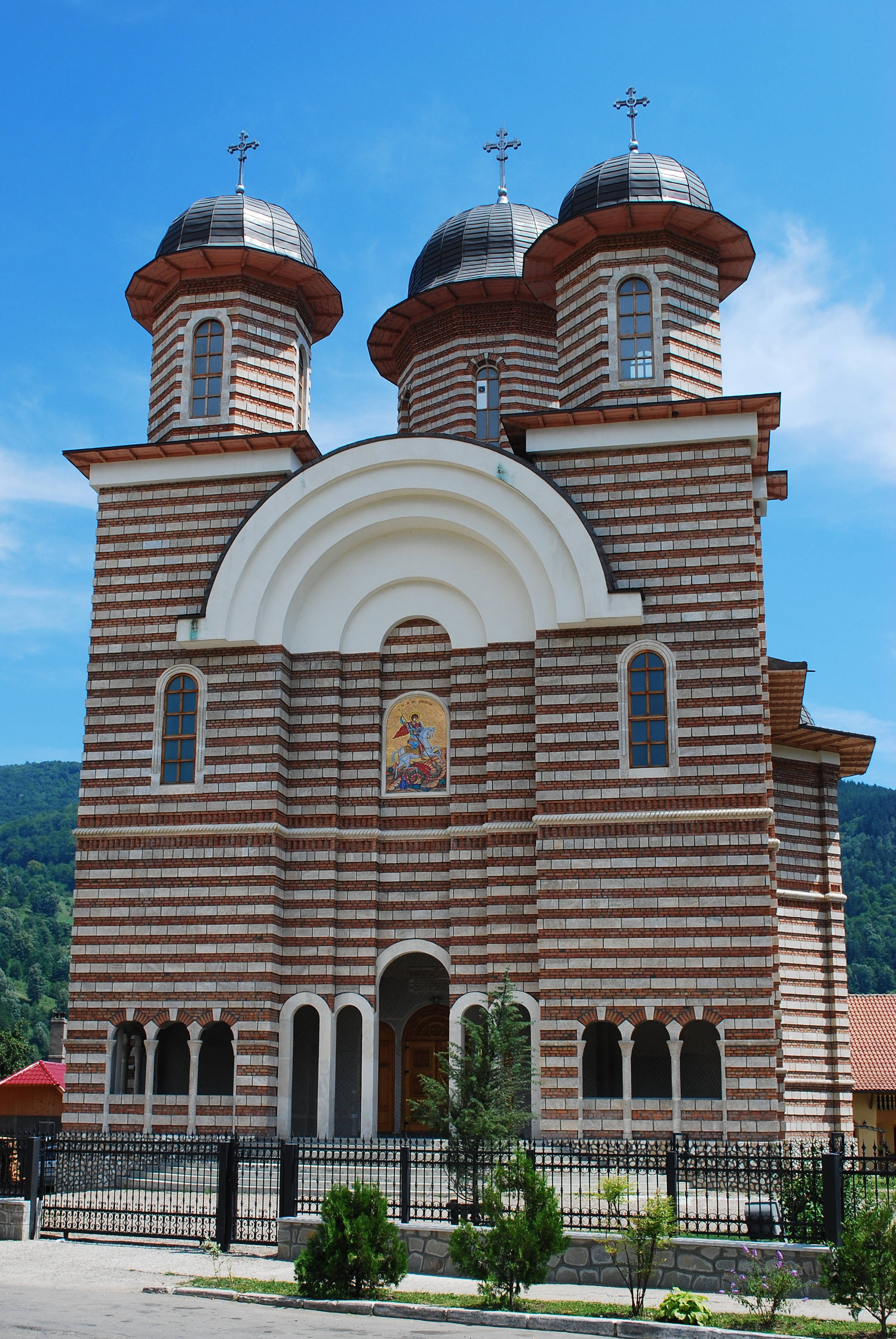
Iglesia Ortodoxa Rumana "Sf. Gheorghe" en Nehoiu, Buzău.

Una vez alcanzada la unión política de los principados se hizo la unificación religiosa de las dos Iglesias ortodoxas de Valaquia y Moldavia. En 1864 se creó un Sínodo General y al año siguiente se nombraba el primer primado rumano, Nifon, que era el metropolitano de Valaquia. En 1865 Cuza hizo que el parlamento de Rumania aprobara una ley por la que el metropolitano rumano fuera nombrado Patriarca de la Iglesia Ortodoxa Rumana y se declaraba así la total independencia de la ortodoxia rumana respecto al Patriarca de Constantinopla, ya que no se quería ninguna injerencia externa sobre Rumanía. En 1866 Alexandru Ioan Cuza fue destituido por el Parlamento y se buscó a un noble alemán Carol de Hohenzollern-Sigmaringen, que fue nombrado príncipe de Rumania con el nombre de Carol I. El nuevo principado se encontró en medio de la Guerra ruso-turca que fue aprovechado por los rumanos para lograr su independencia de hecho respecto a los otomanos. Con el Tratado de Berlín (1878) se ponía fin a este conflicto y Rumanía veía como se reconocía su independencia como Principado respecto al imperio Otomano, aunque debía ceder una parte de Moldavia, Besarabia y Bucovina para los rusos, al tiempo que recibía la Dobrudja meridional. En 1881 el príncipe Carol I fue proclamado Rey de Rumania. Con la independencia del estado rumano ya consolidada solo faltaba la independencia de la Iglesia Ortodoxa Rumana. Este camino se inició en el año 1865 y hubo que Carol I fuera a ver personalmente al Patriarca de Constantinopla para ver reconocida su independencia. Así en el año 1885 el Patriarca de Constantinopla Joaquín IV reconocía a la Iglesia Ortodoxa Rumana como iglesia autocéfala dentro de la ortodoxia. Antes ya el rumano había sustituido al griego o el eslavo como lengua de culto y por una ley de 1872 del Parlamento rumano, organizaba la vida de la Iglesia ortodoxa, donde se disponía que solo se podía designar como obispos y metropolitanos a los naturales de Rumanía. En 1884 se creó una Facultad de Teología dentro de la Universidad de Bucarest.
En cuanto a Transilvania hay que remarcar que cuando las posesiones de los Habsburgo se repartieron en la corona dual que supuso el Imperio Austrohúngaro la región de los Cárpatos fue gobernada directamente por el gobierno húngaro (1867). La Iglesia uniata rumana recibió del papa Pío IX la consagración del obispo Alexandru Sterca-Șuluțiu como metropolitano uniato al año 1853. Pero unos años después se vio traicionado por el gobierno húngaro, ya que este pactó con la Santa Sede de Roma su incorporación a la Iglesia católica latina de Hungría. En el Concilio Vaticano I el metropolitano uniato y sus delegados plantearon el problema de pedir el mantenimiento de su rito oriental. Este conflicto permaneció en Transilvania hasta finales del siglo XIX. En cuanto a la Iglesia ortodoxa de Transilvania hay que decir que esta dependía del metropolitano de Buda desde el año 1761 y que desde el año 1810 se volvieron a nombrar obispos ortodoxos por la Diócesis de Transilvania.
En 1864 y para contrarrestar el proceso de unificación e independización de los otros dos principados rumanos el emperador Francisco José I decidió dar una autonomía a la Iglesia ortodoxa, tal y como reclamaban los rumanos de la región. El obispo de Sibiu (Hermandstadt en alemán) fue designado arzobispo y se le designaron a dos obispos sufragantes establecidos en Arad y Caransebeș. Pero la situación de dominación de los rumanos no mejoró y no pudieron alcanzar ningún diócesis más en este período de historia. La situación mejoró cuando al terminar la Primera Guerra Mundial se desintegró el Imperio Austrohúngaro. Rumania, que había entrado en conflicto europeo con los aliados, pudo ver reconocidos sus derechos sobre Transilvania. En ese momento la asamblea de rumanos de Transilvania decidió unirse a los otros dos principados, culminando así el proceso de unificación de los tres principados rumanos, pero a esta decisión se opuso firmemente al gobierno húngaro, por lo que las tropas rumanas tuvieron que invadir Budapest y obligar a los húngaros a reconocer la incorporación de Transilvania a Rumania mediante los Tratados de paz de Trianon (1920).

#### Unificación de Transilvania con el resto de principados rumanos. Constitución de la Gran Rumania

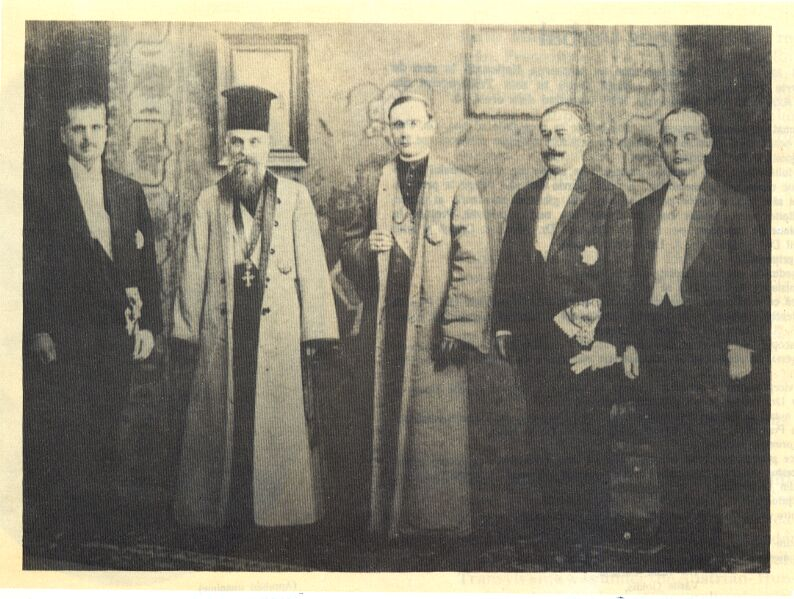
Miron Cristea, segundo por la izquierda, junto a la delegación transilvana enviada por el Directorio a Rumania para presentar el acta de unión.

En 1920 existían en el territorio rumano tres iglesias rumanas, la primera correspondía al Patriacado rumano con capital en Bucarest, la segunda en Transilvania, con capital en Sibiu y la tercera en Bucovina (provincia de Moldavia que se había integrado dentro del Imperio Austro-húngaro y que dentro de los tratados de paz que ponían fin a la Primera Guerra Mundial se cedía de nuevo en Rumanía).
El principal reto para el Estado rumano era el de articular en una única Iglesia ortodoxa nacional las tres Iglesias, lo que no era fácil, ya que las tres habían tenido sus propias estructuras y dinámicas diferenciadas desde su creación y no estaba tan claro que se quisiera renunciar a este aspecto en beneficio de una Iglesia unificada y nacional. Para Rumania importante proceder a esta unificación eclesiástica si no se quería ver peligrar las conquistas logradas a raíz del fin del conflicto armado europeo. Fueron necesarios varios años de largas conversaciones y encuentros para llegar finalmente a la promulgación el 3 de abril de 1925 de la ley por la que se decretaba la unificación de todas las Iglesias ortodoxas rumanas en una sola, también se creaba el Patriarcado de Rumanía y se designaba como tal al Patriarca de Bucarest, Miron Cristea. Entonces se pidió que el Patriarca de Constantinopla, Basilio lo sancionara. El día 1 de noviembre el nuevo Patriarca era entronizado como tal en una ceremonia donde asistieron el resto de los patriarcas ortodoxos. Así se culminaba el proceso iniciado ya en los tiempos inmemorables los siglos de la Edad Media donde los rumanos aspiraban a tener un patriarca que representara su nación.

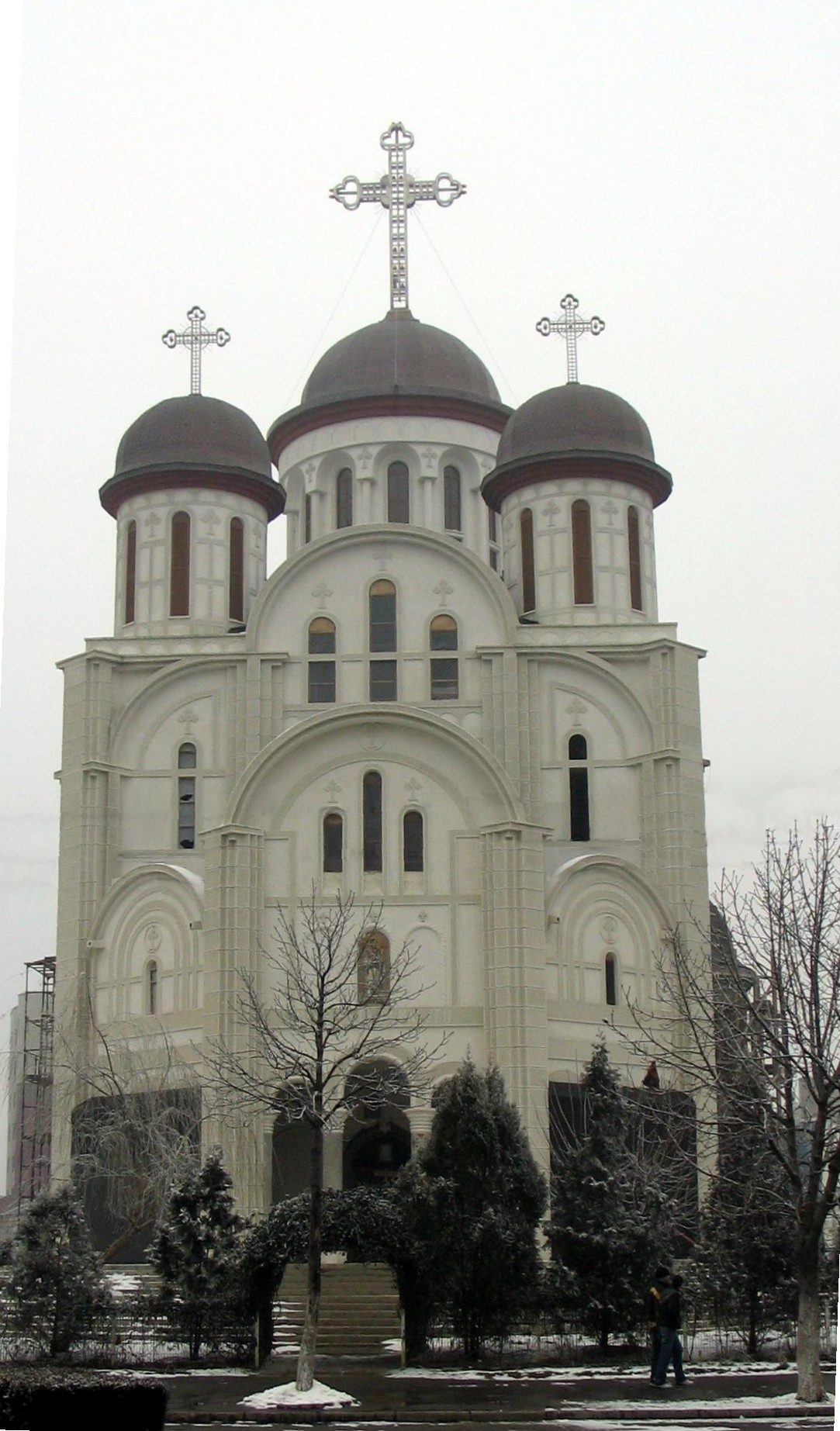
Catedral de San Sava en Buzău.

Con el traspaso del primer Patriarca de Rumanía en 1939 se nombró como sucesor al obispo Nicodim, que le tocó vivir uno de los periodos más convulsos de la historia de Rumanía. El creciente avance del fascismo en Europa y la eminencia del estallido de un nuevo conflicto bélico de escala mundial, así como la agitada vida política y social en Rumania, en parte provocada por la violencia que provocaba la Guardia de Hierro (antisionista y fascista), provocó que el rey Carol II aboliera el sistema democrático e instaurase la dictadura, erigiéndose él como dictador. Pero la firma del Pacto Molotov-Ribbentrop, donde Rumania tuvo que aceptar la cesión de Besarabia y Bucovina a la Unión Soviética, del sur de Dobrudja a Bulgaria y la mitad norte occidental de Transilvania a Hungría, liquidándose así la Gran Rumania, así como el estallido de la Segunda Guerra Mundial y la inestable situación social hizo que en septiembre de 1940 fuera nombrado el general Ion Antonescu primer ministro y Carol II abdicara, siendo entronizado a su hijo Mihai I de Rumania.
Ion Antonescu, que se autodenominó caudillo (en rumano: conducător), proclamó el Estado legionario con la intención de conseguir recuperar los territorios ocupados por la Unión Soviética, llevó Rumanía a la Segunda Guerra Mundial al lado de Alemania e Italia (junio 1941). Así las tropas alemanas ocuparon el país y el ejército rumano participó en la Operación Barbarroja, el ataque que Adolf Hitler lanzó contra la Unión Soviética el 22 de junio de 1941, ocupando Odesa y llegando a participar activamente en la batalla de Stalingrado.
Pero los bombardeos aliados sobre territorio rumano (1943), así como la derrota del ejército alemán en la batalla de Stalingrado y el colapso de la economía rumana como motivo de la participación en la guerra (1944) hizo que la clase política y la sociedad rumana pidieran la salida de Rumania del conflicto mundial. La más que evidente derrota de los alemanes hizo necesario una reubicación de Rumania en el conflicto. Así comenzaron una serie de contactos diplomáticos con los Estados Unidos y el Reino Unido por órdenes de Mihai I, pero no tuvieron éxito. Sin embargo el 23 de agosto de 1944 el mariscal Ion Antonescu fue destituido por Mihai I y fue nombrado un nuevo gobierno de concentración nacional (donde los comunistas estaban presentes). El 12 de septiembre se firmó la paz con las Naciones Unidas (nombre oficial de los aliados) declarando acto seguido la guerra a Alemania y a Italia. Con la firma de este tratado Rumania recuperaba Transilvania, pero renunciaba a Besarabia, Bucovina y la Dobrudja meridional. A pesar de ello el territorio rumano fue ocupado por las tropas soviéticas, que se convirtieron en los grandes dominadores de la vida política y social rumana.
En octubre de 1944 se constituyó un gobierno de coalición donde los comunistas controlaban los ministerios claves como el de Defensa e Interior. Los anteriores gobiernos de coalición que se constituyeron habían caído por la presión de los soviéticos. El 6 de marzo de 1945 Stalin presionó para que se constituyera un nuevo gobierno liderado por Petru Groza que convocó elecciones para 1946. En este gobierno quedaron excluidos los partidos tradicionales (Partido Nacional Liberal -PNL- y el Partido Nacional Campesino Cristiano Demócrata -PNTCD).

#### Situación de la ortodoxia rumana durante y después del comunismo (1946-presente)
El 19 de noviembre de 1946 se celebraron elecciones generales. Todas las estimaciones daban por ganador al PNTCD por una amplia mayoría. El gobierno, que se presentaba en el bloque de los partidos democráticos (donde los comunistas eran la fuerza más importante), adulteró el resultado de los comicios, ya que los resultados demostraban su derrota y se declaró ganador por una mayoría del 70% de los votos emitidos hacia la coalición comunista. El 30 de julio de 1947 el líder del PNL, Dinu Brătianu, fue detenido y en noviembre del mismo año fue condenado como traidor de la patria. En medio de este ambiente se instauró un gobierno socialista y Mihai I hizo un llamamiento inútil a Estados Unidos y Reino Unido para que actuaran y evitar lo que ya era una realidad. El 30 de diciembre el presidente del gobierno Petru Groza obligó a Mihai I a firmar su abdicación, obligándole a marchar al exilio e instaurando la República Popular de Rumania.

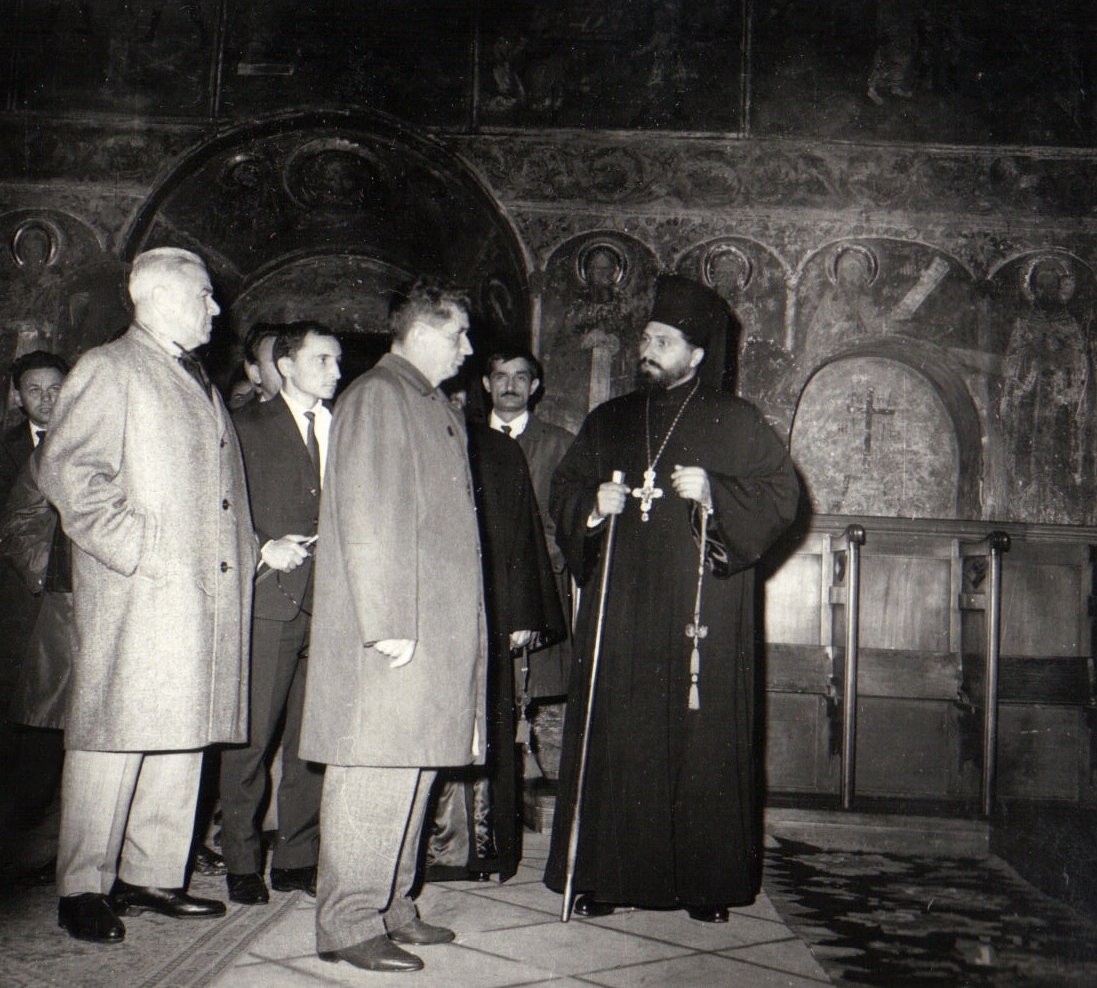
Nicolae Ceaușescu y otros oficiales del partido visitando el Monasterio de Neamţ en 1966.

Con la instauración del nuevo régimen comunista la Iglesia Ortodoxa Rumana se paralizó. Además el nuevo régimen aplicó una serie de normativas que le permitían destituir a aquellos obispos y sacerdotes sospechosos de no ser leales. Así comenzaron las detenciones, deportaciones a Siberia y encarcelamientos ya no solo en las cárceles, donde los clérigos eran puestos con los presos comunes, si no incluido en algunos monasterios que se reconvirtieron en prisiones. En 1948 Nicodim Munteanu falleció y lo sucedió el metropolitano de Iasi Justiniano Marina, que era un hombre de un carácter fuerte y con grandes dotes de organización. Este se puso enseguida a organizar la Iglesia Ortodoxa Rumana y conseguir por la misma un nuevo estatuto. Este fue presentado al gobierno en febrero de 1949 y aprobado en seguida por las autoridades comunistas, extendiéndolo en las cinco diócesis católicas de rito oriental que en octubre de 1948 el mismo gobierno había suprimido y agregado a la Iglesia ortodoxa. El éxito de la propuesta del nuevo patriarca se debería en parte por la simpatía que tenía el mismo hacia las ideas comunistas.
El mismo año 1949 el gobierno comunista emitió un decreto por el que las diócesis no podían tener menos de 750 000 fieles, por lo que se pasó de 18 a 12 diócesis. Muchos obispos protestaron, por lo que fueron detenidos, el resto decidieron aceptar la política de hechos consumados de los comunistas.

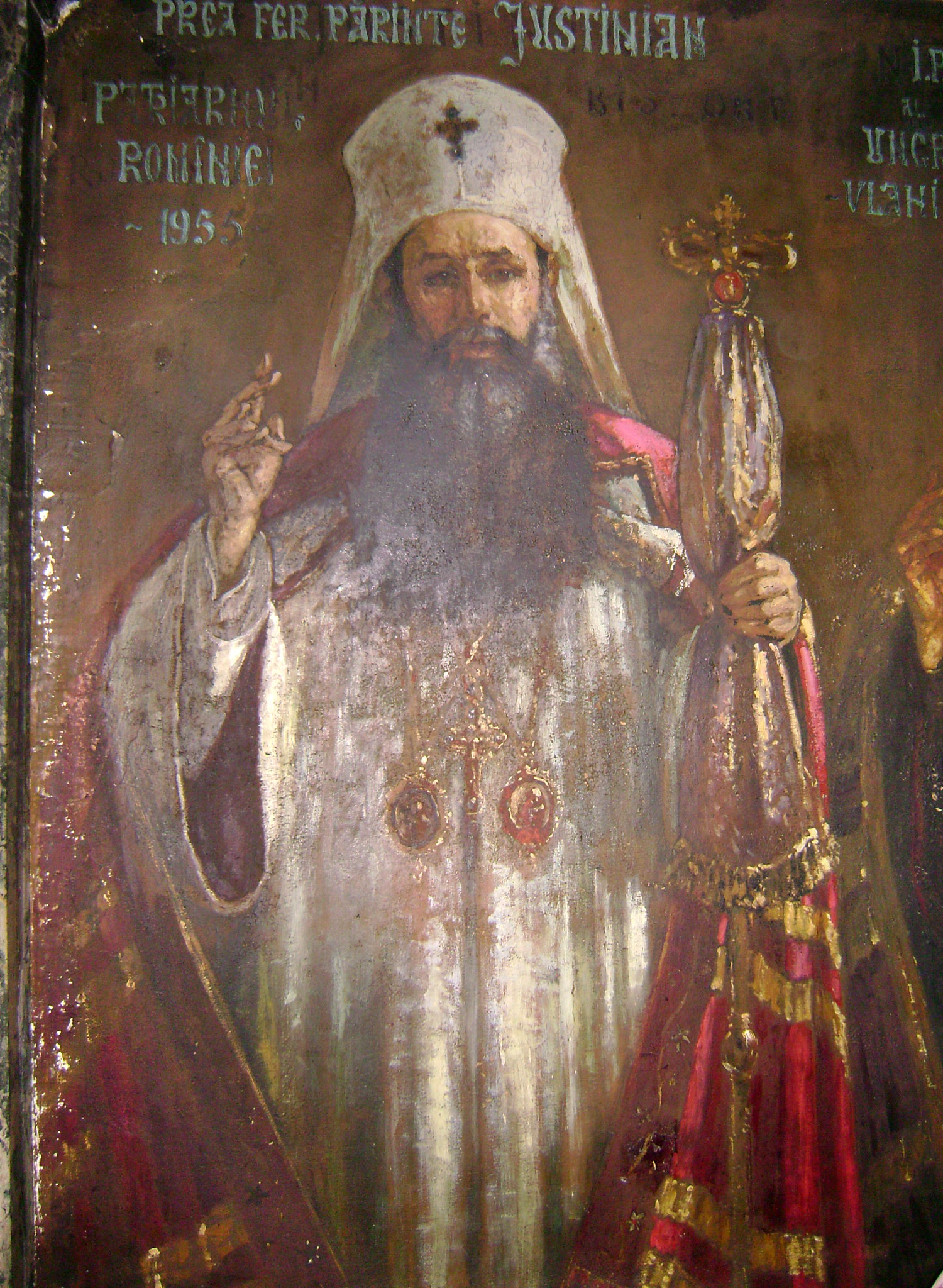
Justiniano Marina, Patriarca de Rumania (1948–1977)

En cuanto a los católicos de Rumania, debido a su aumento, sobre todo a partir de la incorporación de Transilvania a Rumania (1919), se designó un nuncio papal en Rumanía y se firmó el año 1927 un concordato entre la Santa Sede y Rumanía. Este concordato fue anulado en 1948. Por su parte la Iglesia Unida en Roma fue incorporada a la Iglesia Ortodoxa Rumana, tal y como declaró el patriarca ortodoxo en octubre del año 1948. Los cerca de millón y medio de uniatos de Rumania fueron declarados oficialmente por el gobierno comunista creyentes ortodoxos. Los monasterios y seminarios uniatos fueron clausurados, las iglesias uniatas pasaron a manos de clérigos ortodoxos. Los seis obispos uniatos fueron detenidos, cuatro de ellos murieron en prisión y los otros hasta el año 1960 permanecieron encarcelados. Así cesaba la actividad de la Iglesia greco-católica rumana, esta no volvió a ejercer sus actividades oficialmente hasta la caída del comunismo en diciembre de 1989.
La situación de persecución y de represión hacia los religiosos de cualquier confesión continuó. La Iglesia ortodoxa fue víctima también de esta represión por un lado, mientras se toleraba relativamente su existencia. Con la muerte de Stalin y la relajación relativa de la presión que los comunistas ejercían hacia la Iglesia ortodoxa, esta se pudo adhirió al Consejo Ecuménico de las Iglesias en 1961. Así se enviaron delegaciones a las Asambleas Generales de este organismo a Nueva Delhi (1961), Upsala (1968) y Nairobi (1975), todas ellas encabezadas por metropolitano de Moldavia y Suceava, Iustin Moisescu —que fue miembro del Consejo Central hasta el año 1977— en la asamblea de Vancouver (1983) la delegación rumana estuvo encabezada por Metropolitano de Transilvania, Antonie Plamadeala. La Iglesia Ortodoxa Rumana ha intentado fomentar y promover el diálogo intercristiano dentro de la Conferencia de las Iglesias Europeas, que tiene su sede en Ginebra.
Los últimos años del comunismo rumano fueron muy difíciles por la gran mayoría de los rumanos, también lo fue por la Iglesia Ortodoxa Rumana, ya que Nicolae Ceaușescu, Secretario General del Partido Comunista Rumano y Presidente de Rumania desde 1965, empezó a aplicar a finales de los años 1970 una política de demolición del centro de Bucarest, ya que quería transformar la ciudad a su gusto personal. Así se empezaron a derribar edificios de gran valor artístico, arquitectónico e histórico para construir grandes avenidas con edificaciones donde concentrar a la población trasladada del campo para trabajar en las fábricas o para construir el segundo edificio más grande del planeta, la Casa del Pueblo (que actualmente es la sede del Parlamento rumano). Por este motivo se derribaron numerosas iglesias y monasterios históricos ortodoxos. También se desplazaron de su ubicación original iglesias para construir en su lugar edificios o fábricas. En definitiva la Iglesia ortodoxa no pudo escapar de la locura del dictador rumano y fue poco a poco reduciendo su presencia en la vida pública del país, por lo que muchos fieles dejaron de ir a las iglesias ya que tenían miedo a las represalias y muchos de ellos pasaron a vivir su religiosidad dentro del ámbito familiar privado. Esta situación terminó el 25 de diciembre de 1989 cuando las fuerzas revolucionarias fusilaron al dictador y su mujer, poniendo fin a 38 años de comunismo en Rumania.

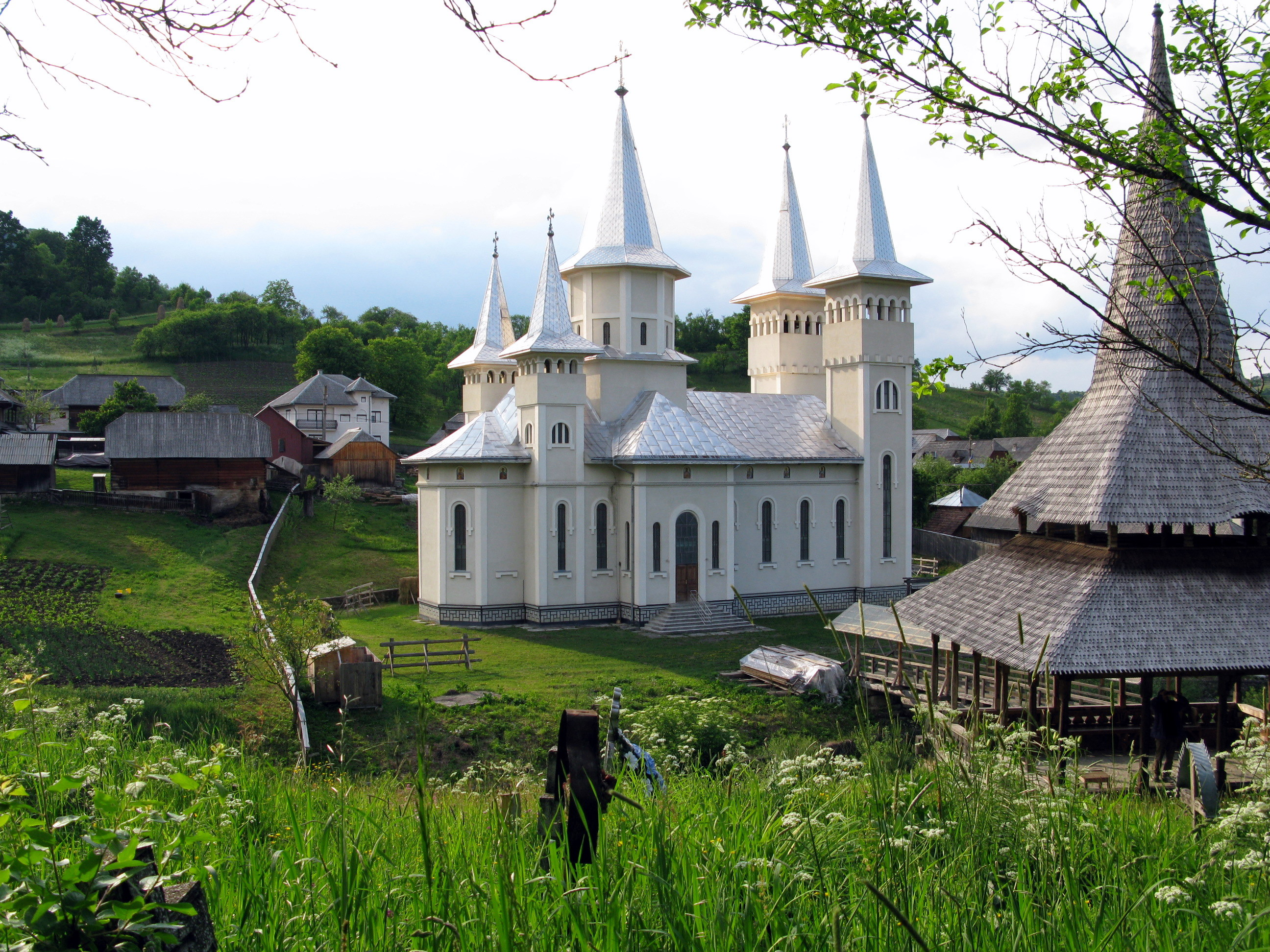
Una iglesia ortodoxa de reciente construcción en la localidad de Poienile Izei, Maramureș.

Con la desaparición del comunismo (1989) la situación se normalizó, la Iglesia greco-católica rumana fue reconocida de nuevo y su metropolitano, Alexandru Todea fue reconocido oficialmente, había sido nombrado metropolitano por el Consejo Episcopal Católico en 1986 en Roma. En 1991 recibió la dignidad de Cardenal y tres años más tarde renunció a sus responsabilidades, ya que estaba enfermo. Entonces fue nombrado Lucian Mureșan como metropolitano de la Iglesia uniata rumana, que en 2005 recibió la consideración de Arzobispo Mayor de la Iglesia Uniata de Rumanía.
La ortodoxia ha recuperado su papel dentro de la sociedad rumana una vez que cayó el comunismo y muchas de las propiedades que a lo largo del comunismo habían sido incautadas fueron devueltas. Actualmente la Iglesia Ortodoxa Rumana consta de cinco provincias eclesiásticas, la de Ungrovlahia (que comprende las diócesis de Bucarest, Buzău y Danubio inferior), la de Moldavia (con las diócesis de Iași y Roman), la del Ardeal (con las Diócesis de Alba Iulia, Sibiu, Oradea y Cluj Napoca), la de Oltenia (con las Diócesis de Craiova y Argeș) y la del Banat (con las Diócesis de Timișoara, Caransebeș y Arad). Teoctist Arăpașu fue patriarca de la Iglesia Ortodoxa Rumana desde el año 1986 hasta 2007, y en la última etapa del comunismo tuvo una actitud tolerante con el régimen de Ceauşescu, ya que aprobó la demolición de 26 iglesias y ofreció varios regalos del patrimonio de la Iglesia al dictador. En marzo de 1990 presentó su dimisión, pero el Sínodo General no se la aceptó. A lo largo de su pontificado intentó conseguir que la Iglesia Ortodoxa Rumana recupere su lugar dentro de la sociedad rumana, a la misma vez que participó del movimiento ecuménico estableciendo contactos directos con el Papa de Roma Juan Pablo II, que visitó Bucarest en varias ocasiones.
En la actualidad de los 22 364 022 rumanos que residen en Rumanía un 86,8% son ortodoxos, un 5% romanos católicos, unos 3,5% son protestantes, un 1% católicos de rito griego (uniates), un 1% pentecostales, un 0,5% bautistas y el resto tienen otros tipos de confesiones. Por lo tanto la Iglesia Ortodoxa Rumana es la segunda iglesias ortodoxas autocéfalas más importante en número de fieles de la ortodoxia, solo por detrás la Iglesia Ortodoxa Rusa.
El 30 de julio de 2007 y como causa de una complicación del postoperatorio de la operación de próstata a la que se había sometido, Teoctist Arăpașu moría a la edad de 92 años. El 12 de septiembre era designado sucesor suyo al frente de la Iglesia Ortodoxa Rumana Daniel Ciobotea, tomando lugar del Patriarcado el 30 de septiembre de 2007.

## Organización

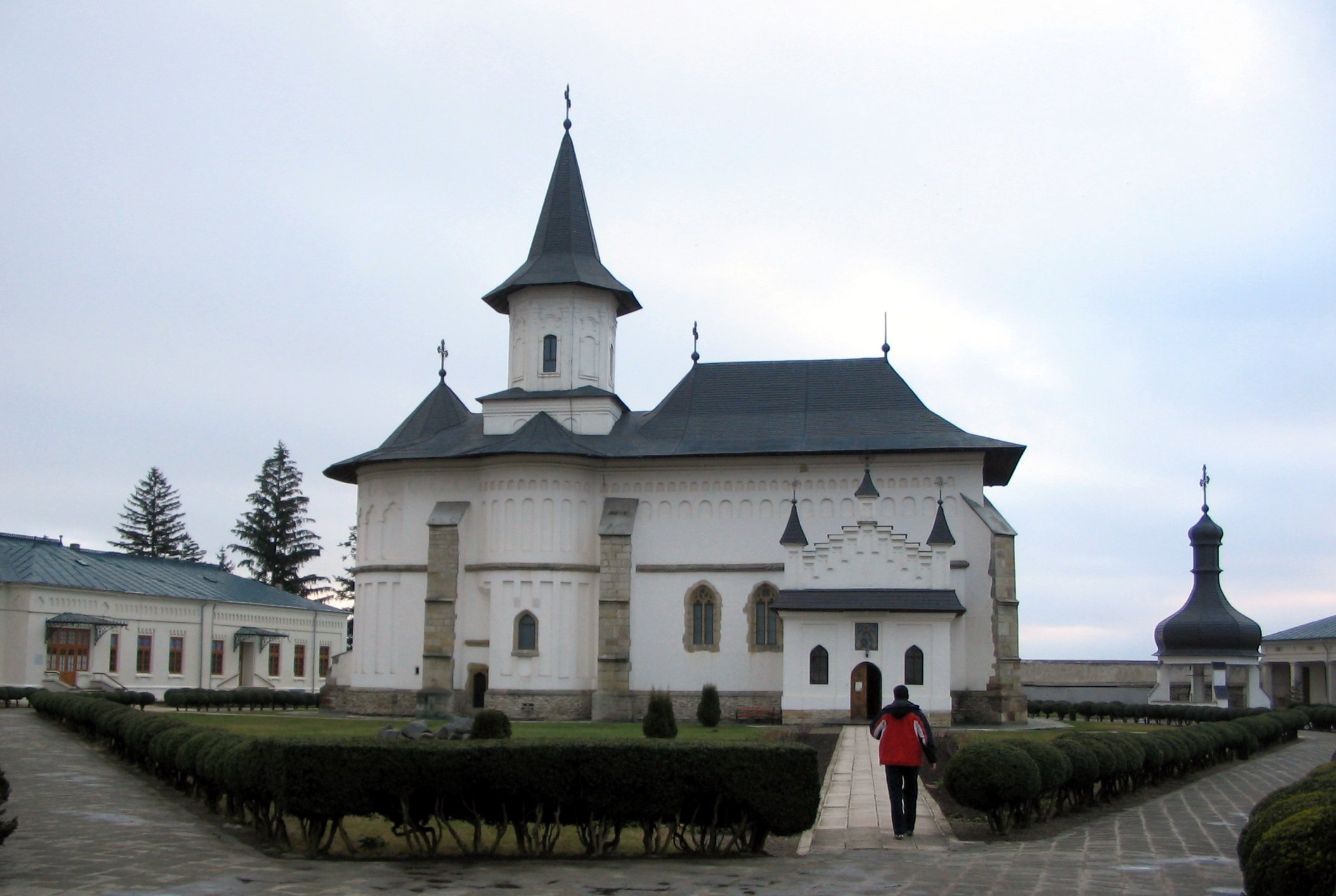
La catedral episcopal de Roman.

El Patriarca de ecuménico de Constantinopla actúa como la persona de mayor rango pero sólo de forma honorífica en la actualidad no tiene jurisdicción alguna sobre la Iglesia ortodoxa rumana.
El Patriarca de la Iglesia Ortodoxa Rumana preside y dirige el Santo Sínodo en la actualidad Daniel Ciobotea (Daniel III)
El Santo Sínodo, integrado por el patriarca y los jerarcas de la Iglesia en funciones (metropolitanos, arzobispos, obispos, arzobispos vicarios y obispos vicarios) es la máxima autoridad de la Iglesia ortodoxa rumana para todos los problemas dogmáticos y canónicos, así como para regular las relaciones con las otras iglesias ortodoxas y cristianas. Entre las reuniones del Santo Sínodo funciona el Sínodo Permanente, integrado por el patriarca, los metropolitanos y el secretario del Santo Sínodo.
Su órgano representativo en los apartados administrativos, económicos y aquellos que no dependen del Santo Sínodo es la Asamblea Nacional de la Iglesia, integrada por tres representantes de todas las diócesis (un clérigo y dos seculares) que deben ser designados por las asambleas diocesanas respectivas por periodos de cuatro años.
El Consejo Nacional Eclesial es, junto al Santo Sínodo y a la Asamblea Nacional de la Iglesia, el supremo órgano administrativo. Está formado por tres clérigos y diez seculares, que son elegidos en la Asamblea Nacional de la Iglesia, también para un periodo de cuatro años. El patriarca de la Iglesia ortodoxa rumana es el presidente de todos estos organismos en calidad de líder de la ortodoxia rumana.
En cuanto a la vida monástica, dentro del patriarcado rumano existen 631 monasterios y más de 8.059 monjes y monjas.

### Enseñanza teológica ortodoxa
Para la enseñanza teológica preuniversitaria existen:
- 37 seminarios teológicos, cuatro de ellos monacales, con unos 6.000 alumnos y más de 1.000 profesores.
- 8 escuelas teológicas sanitarias de postbachiller, con más de 400 alumnos.
- 11 escuelas de cantantes eclesiales y unos 700 alumnos inscritos y 200 profesores.
- Hay más de 10 000 profesores que enseñan religión en las escuelas públicas de Rumania.

En cuanto a la eseñanza teológica universitaria, esta cuenta con más de 10 000 alumnos y se organiza en 12 facultades de teología y 4 departamentos, que son Teología pastoral, Teología didáctica, Teología social y Arte sacro. 5 de las facultades de teología organizan cursos de doctorado, a los que asisten unos 400 alumnos.

## Lista de los Patriarcas de Bucarest

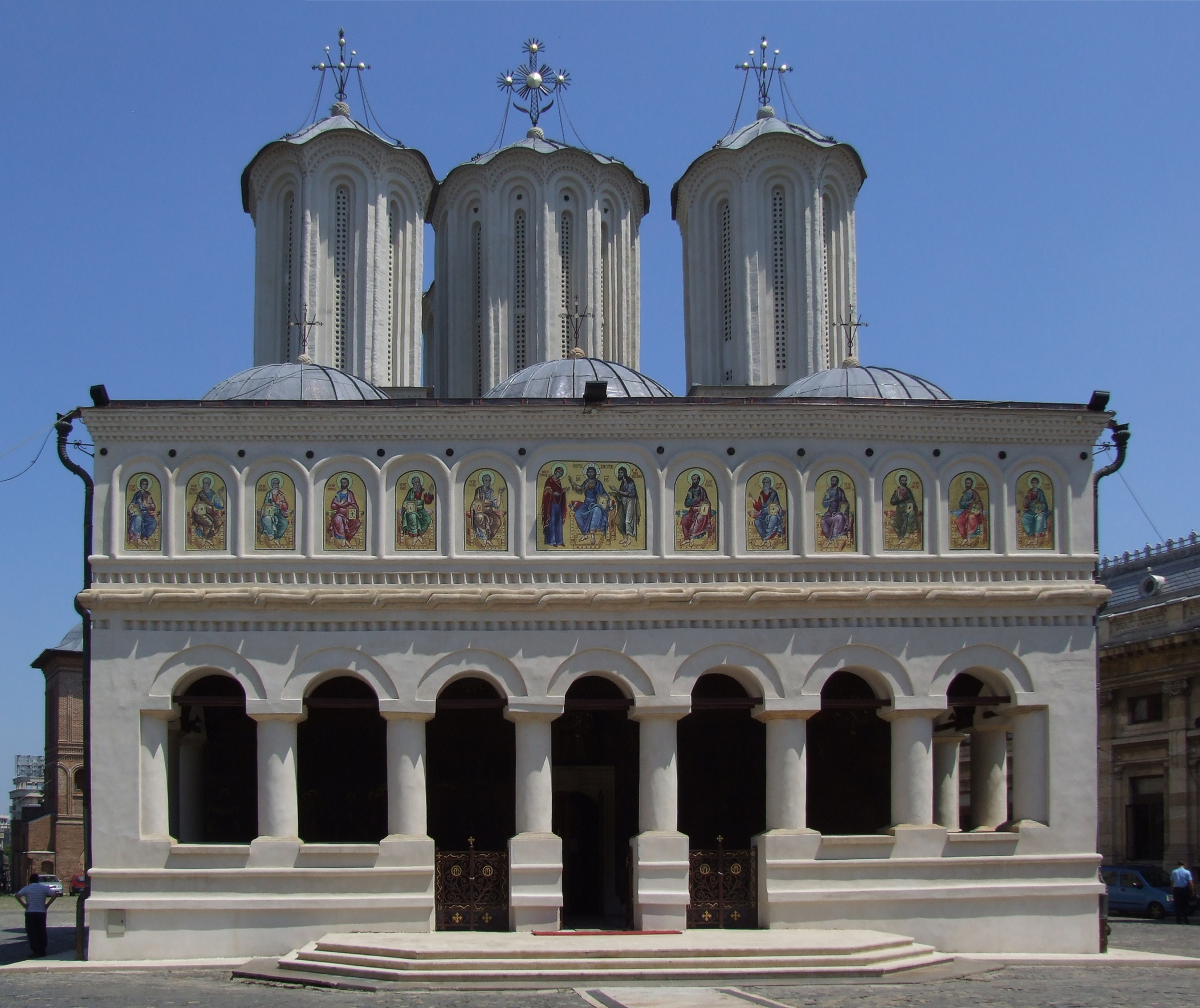
Catedral Patriarcal de Bucarest (sede del Patriarca de la Iglesia ortodoxa rumana).

### Arzobispos de Hungro-Valaquia
- Teodosio (Arzobispo de Hungro-Valaquia) 	(1679-1708)
- Ántimo (Arzobispo de Hungro-Valaquia)	 	(1708-1716)
- Metrófanes (Arzobispo de Hungro-Valaquia) 	(1716-1719)
- Daniel II (Arzobispo de Hungro-Valaquia) 	(1719-1731)
- Esteban II (Arzobispo de Hungro-Valaquia) 	(1731-1738)
- Neófito I (Arzobispo de Hungro-Valaquia) 	(1738-1753)
- Filareto I (Arzobispo de Hungro-Valaquia) 	(1753-1760)
- Gregorio II (Arzobispo de Hungro-Valaquia) (1760-1787)
- Cosme (Arzobispo de Hungro-Valaquia)		(1787-1792)
- Filareto II (Arzobispo de Hungro-Valaquia) 	(1792-1793)
- Dositeo (Arzobispo de Hungro-Valaquia)	 	(1793-1810)
- Ignacio (Arzobispo de Hungro-Valaquia) 		(1810-1812)
- Nectario (Arzobispo de Hungro-Valaquia)		(1812-1819)
- Vacante 		(1819-1821)
- Dionisio II (Arzobispo de Hungro-Valaquia) 	(1821-1823)
- Gregorio III (Arzobispo de Hungro-Valaquia) 	(1823-1834)
- Vacante 		(1834-1840)
- Neófito II (Arzobispo de Hungro-Valaquia) 	(1840-1849)

### Arzobispos de Rumania.
- Nefón 		(1850-1875)
- Califico		(1875-1886)
- José 		(1886-1893)
- Genadio 	 (1893-1896)
- José 	 (1896-1909, 2˚ vez)
- Atanasio 	 (1909-1911)
- Conón 		(1912-1919)
- Miron Cristea 	(1919-1925)

### Patriarcas de Bucarest.
- Miron I		(1925-1939)
- Nicodim I 	(1939-1948)
- Justiniano I 	(1948-1977)
- Justino I 	(1977-1986)
- Teoctist I 	(1986-2007)
- Daniel III (2007- )